# HKT48
HKT48是日本大型女子偶像團體，為AKB48集團旗下團體之一，由作詞家秋元康擔任總製作人，以福岡市為主要活動據點。成立於2011年，團名源自福岡的地名博多（羅馬拼音為），是繼SKE48和NMB48之後，第三個依照AKB48的運作概念所成立的地方性姊妹團體，目前在鄰近福岡巨蛋的商業設施「E・ZO FUKUOKA」擁有專屬表演劇場。大部分成員出身自九州地方各縣。

## 概要

HKT48標誌，以黑色為象徵色

HKT48是繼以愛知縣名古屋市的榮為據點的SKE48、以及以大阪府大阪市的難波為據點的NMB48之後，AKB48在日本國內的第三個姊妹組合，以福岡縣福岡市的博多為據點。組合成立時的平均年齡是13.8歳，是AKB48姊妹組合中最年輕的。組合名稱雖以福岡市的古稱「博多」命名，不過HKT48的公演場所並不位於博多區，而是位於中央區。
HKT48原與AKB48集團其他團體一樣擁有專屬的劇場公演場地「HKT48劇場」，該劇場位於福岡海鷹城购物中心，在2011年11月26日開業，有300個席次，是AKB48集團的專屬劇場中容納人數最多者。但隨著福岡海鷹城在2016年3月結束營業，HKT48劇場亦同步停業；而HKT48公演的場地則轉移至位於福岡天神的商場「Solaria Stage」內的「西鐵表演廳」（西鉄ホール）。現除西铁表演厅之外，也同时使用位於福岡市博多區千代的「Papillon 24 gas hall」（パピヨン24ガスホール）及中央区渡辺通的“Skala Espacio”（スカラエスパシオ）做为备用剧场。第二代專屬劇場預計將在2020年10月下旬於福岡巨蛋旁、靠近劇場原址的商業設施「E・ZO FUKUOKA」1樓啟用。

### 與AKB48和其他姊妹組合的比較
- 與NMB48相同，包括1期生在內，全部成員加入後會先成為研究生。
- 除了部份成員之外，大部分均為九州地方出身，其中多數來自福岡縣。
- 因HKT48亦是AKB48團體之一成員，所以成員有時會被選為AKB48的歌曲的選拔成員。也會參加AKB48選拔總選舉或是AKB48猜拳大會（日语：AKB48グループじゃんけん大会）等活動。
- AKB48的單曲發售記念的握手會以及AKB48專輯發售紀念的寫真會基本上會參加，而個別HKT48的單曲發售記念的握手會亦會獨自舉行。
- 和其他曾經實行單曲大人數選拔或極少人數選拔（7人、9人左右）的姐妹團體比較，HKT48的單曲選拔幾乎一直固定在16人（《意志》和《想和你一起去某個地方》則為例外，分別為17人選拔和24人分組選拔）。
- 所屬經紀公司方面，除了渕上舞所屬Sun Music製作之外，其他成員均隸屬於株式會社Mercury（2020年4月以前未有外簽其他事務所的成員則是隸屬於AKS）[註 2]。
- AKB48集團各團中第一組有現役成員同時兼任劇場經理（指原莉乃）的團體。
- 在HKT48自己舉辦的演唱會當中，成員並不侷限於只表演AKB48集團的歌曲，也會表演其他偶像團體的歌曲。

## 歷史

### 2011年
- 5月1日，AKS於AKB48單曲《變成櫻花樹》劇場盤發行紀念握手會中，宣布於福岡成立「HKT48」，並公布第1期生甄選會的相關訊息，於該月31日截止報名。甄選會的對象為11歲至22歲的女性[1]。
- 7月10日，甄選會的最終審查於Hilton Fukuoka Sea Hawk舉行，共有24人合格，年齡從小學5年級生至高中2年級生都有[8]，分別出身於福岡、大分、長崎、熊本、鹿兒島等九州5縣[9]、以及本州西部的山口縣[10]。
- 10月23日，21名第1期生於西武巨蛋舉行的AKB48單曲《飛翔入手》全國握手會活動中首次亮相。首批成員的平均年齡為13.8歲，最年輕是11歲的田中菜津美、最年長是17歲的菅本裕子[11]，21名成員中有17人是初中生或以下，其中2人是小學生。[12] 並於場上表演了《裙襬飄飄》一曲[11]。
- 11月6日，HKT48於福岡舉行的全國握手會活動上首次在故鄉表演[13]。
- 11月26日, 1期生以SKE48 TeamS 的表演曲目「手牽手」（S2nd）開始首場於HKT48劇場的劇場公演[14]。

### 2012年
- 2月4日，HKT48在AKB48劇場舉辦出差公演，為首次在HKT48劇場以外的地方進行劇場公演[15]。
- 3月4日，第1期研究生其中16名成員組成Team H，由研究生升格正式成員。Team H的隊長是穴井千尋。當日18時舉行了Team H的第一場劇場公演，表演曲目同樣是「手牽手」[16]。
- 5月－6月，HKT48於這年首次參加AKB48的代表活動——「選拔總選舉」，開票日期為6月6日。在AKB48第27張單曲選拔總選舉中，HKT48的21名成員中有1人入選64位之內，為Team H的宮脇咲良。她的票數為6635票，得第47位，成為「Next Girls」，可以演唱AKB48第27張單曲的B面曲[17]。
- 5月10日－6月4日，2期生甄選募集接受報名[18]。這次甄選會的最終審查於6月23日在福岡市內舉行。暫定合格人數為34人[19]。
- 6月16日，AKB48 Team A的指原莉乃發生《週刊文春》報導與前男友戀愛的消息（同年6月12日出版），總製作人秋元康於電台直播節目《AKB48的All Night Nippon（日语：AKB48のオールナイトニッポン）》中，宣布當日亦參與節目的指原移籍至HKT48[20]。
- 8月18日，以HKT48第1期生的身份活動的江藤彩也香、古森結衣、菅本裕子、谷口愛理、仲西彩佳等5人，「因自身原因，無法以HKT48成員的身份繼續活動」而提出請辭。
- 10月7日，HKT48首部在日本全國聯播的冠名節目《HaKaTa百貨店》開播，由日本電視台製作，目前共播出三季。這同時也是第一個由指原莉乃主持的節目。
- 11月1日，原AKB48 Team A成員多田愛佳移籍至HKT48。
- 11月8日，「手牽手」公演完結後，正式宣布2013年將在主流音樂界出道，作品則由環球音樂發行[21]。

### 2013年
- 1月25日，HKT48第二部在日本全國聯播的冠名節目《HKT48的御出掛！》開播，由TBS製作。該節目最終在2017年6月30日播放結束，是HKT48播出時間最久的全國聯播節目，播出時間超過4年。
- 2月8日，發表了Team H 將於2月17日進行「手牽手」的千秋楽公演的消息[22]。
- 2月17日，在Team H 「手牽手」的千秋楽公演上，發表了將於3月1日進行「博多傳奇」的初日公演的消息[23]。
- 3月1日，Team H 進行「博多傳奇」的初日公演（博多レジェンド公演）[24]。
- 3月20日，發行第1張單曲《喜歡！喜歡！小跳步！》[25]。
- 4月1日，《喜歡！喜歡！小跳步！》以250,147张的销量排列Oricon公信榜單曲銷量周榜的榜首，刷新日本女性藝人出道單曲的最高首週銷量，並成為48系出道單曲的最高銷量[26][27]。
- 4月5日，Team H 於AKB48劇場進行「博多傳奇」的出張公演[28]。
- 4月7日，「AKB48第32張單曲選拔總選舉」截止進行報名，HKT48全員39名成員均有報名[29]。
- 4月13日，兒玉遙、松岡菜摘、坂口理子等3名成員前往韓國參加「慶州櫻花馬拉松」[30][31]。
- 4月27日，在「AKB48團臨時總會～黑白分明！～」的第三天公演，進行了首次的單獨公演，並刷新日本女性偶像團體主流出道後最快在日本武道館進行公演的紀錄[32]。
- 4月28日，在「AKB48團臨時總會～黑白分明！～」的最終場公演，發表了兒玉兼任AKB48 Team A的消息，實施日期未定，是首次有HKT48成員兼任AKB48[33]。同時亦發表了指原兼任HKT48劇場經理的消息，實施日期同樣未定，也是48系首次有成員兼任劇場經理。[34]
- 5月3日，在Youtube公開所有參加『AKB48第32張單曲選拔總選舉』成員的總選政見。[35]
- 5月11日，Team H 於TOKYO DOME CITY HALL進行兩場「博多傳奇」公演。[36]
- 5月17日，在「AKB48第32張單曲選拔總選舉」的官網裏公開所有參選成員的宣傳海報。[37]
- 5月22日，AKB48的第31張單曲《再見自由式》發售。Team H的指原、兒玉、宮脇以及研究生的田島、朝長成為主打曲的選拔成員；Team H的松岡、森保以及研究生的谷則成為B面曲「薔薇的果實」的Under Girls選拔成員。[38]當中Team H的指原亦成為Type B收錄的「Haste和waste」的BKA48選拔成員。
- 5月22日，在「AKB48第32張單曲選拔總選舉」的速報發表中，64名內有8名HKT48的成員，包括Team H的指原（1位）、兒玉（24位）、多田（41位）、森保（49位）、宮脇（61位）以及研究生的田島（42位）、朝長（51位）和岡本（57位）。[39] [40]
- 6月1日－6月30日，3期生甄選募集接受報名。[41]
- 6月8日，在「AKB48第32張單曲選拔總選舉」中，有6名HKT48的成員獲得名次，包括入選Future Girls的研究生田島（55位，13,246票）和朝長（59位，12,126票）、入選Next Girls的兒玉（37位，18,145票）、多田（43位，16,401票）、入選Under Girls的宮脇（26位，25,760票）以及創造歷史地以姊妹團體成員身分登上第1位而成為AKB48單曲Center（中央位置成員）的指原（150,570票）。當中兒玉、田島、朝長均是首次入選的，而指原、多田則是首次以HKT48成員身份入選的。[42][43]
- 6月13日，指原在Team H的博多傳奇公演（指原獲得總選第一後的首次公演）上，突然發表將於9日4日發行第2張單曲的消息[44]。當時因多田曾於後台向其他成員表示指原可能會畢業的消息，所以當指原說有事宣佈時，令成員誤以為是指原發表畢業而不捨流淚，後來多田澄清只是說笑才令成員們安心下來。[45][46]
- 6月19日，Team H 的兒玉進行自兼任以來的首場Team A公演。[47]
- 6月21日，AKB48的單曲選拔組到了福岡進行PV拍攝工作。因此AKB48的渡邊麻友作特別嘉賓出演當天Team H的博多傳奇公演的前座Girl[註 3] ，與熊澤世莉奈、田中菜津美共同演唱《遺憾少女》（殘念少女），除了渡邊外，還有多名單曲選拔組成員現身HKT劇場，包括在台下帶領觀眾呼喊安可曲口號、SKE48的須田亞香里，與同場觀賞公演的松井玲奈（SKE48）和渡邊美優紀（NMB48）。[48]
- 7月2日，於首都圈主要電視網播放的第三個冠名電視節目《HKT48豚骨魔法少女學院》開播，該節目是與姊妹團體乃木坂46合作的《乃木坂46×HKT48 冠名節目對決！》之一部分。
- 7月10日，「AKB48第34張單曲選拔猜拳大會」HKT48預選戰於HKT48劇場舉行。研究生預備戰由上野、田島、草場和朝長勝出。[49]HKT48預選戰最後由研究生的朝長、Team H的田中菜、宮脇勝出，連同兼任AKB48 Team A的兒玉遙一同進入AKB本戰。[50]
- 7月20日，在“AKB48 2013盛夏的巨蛋巡回〜还有许多 不得不做的事情〜”演唱会上公布了即将发行的第二张单曲名为《甜瓜汁》并首次表演该曲，同时也公布了选拔成员名单，朝长也与田岛两人共同担任center位置[51]。
- 9月4日，發行第2張單曲《甜瓜汁》。
- 11月2日，由1期生與2期生合編成的向日葵组（ひまわり組）举行首场“睡衣兜风”（パジャマドライブ）公演的演出，在公演中同时公佈九名第3期研究生[52]。

### 2014年
- 1月11日，在于大分县iichiko剧场（日语：大分県立総合文化センター#グランシアタ）“HKT48九州7县巡演～和可爱的孩子们一起旅行～”（HKT48九州7県ツアー～可愛い子には旅をさせよ～）的首日夜公演上，發表了被称为「轉班」（クラス替え）的队伍重组的消息。Team H原有成員將被打散，連同升格的17位研究生，将被分配到Team H及新成立的Team KIV。穴井千尋繼續担任新Team H隊長，而新Team KIV隊長則為多田愛佳[53]。
- 1月26日，於TOKYO DOME CITY HALL舉辦的「AKB48 重溫時間 最佳曲目200 2014（200位-101位）」第四日演唱會中，宣布將於2月24日舉辦「AKB48集團大組閣祭」，新制將以大組閣新公布之隊伍分布內容為準[54]。
- 2月24日，於Zepp DiverCity Tokyo（日语：Zepp）舉辦的「AKB48集團大組閣祭」中，宣布指原莉乃續任HKT48劇場經理，新Team H與新Team KIV隊長人選與轉班相同，同時新增副隊長職位，新Team H為松岡菜摘，新Team KIV為宮脇咲良，此外亦發表了成員之兼任與移籍，還有研究生升格[55]。
- 3月12日，發行第3張單曲《櫻花，大家一起來品嚐》[56]，此也成為HKT48隊伍重組前的最後一支單曲。
- 4月5日，於「AKB48集團埼玉超級競技場春季演唱會」的HKT48單獨演出場次中宣布各隊千秋樂與初日的時間表[57]。
- 8月25日，在台北青少年育樂中心舉行首次台灣歌迷見面活動，由穴井千尋、兒玉遙、森保圓等3名成員出席[58]。活動中同時發表將於同年12月7日在台北ATT SHOW BOX舉行首次台灣公演[59]；隔日則在香港的歌迷見面活動上宣布將於2015年1月17日在麥花臣場館舉行首次香港公演[60]。這兩場公演不但是HKT48首次的海外公演，也是AKB48集團在台港兩地首次舉行演唱會。
- 9月24日，發行第4張單曲《有所保留的我愛你！》[61]。
- 12月7日，於台北ATT SHOW BOX舉行首次台灣公演「HKT48日本巡迴演唱會～日本統一還沒結束耶～番外篇in台北」，並出現HKT48演唱會首次的W安可（兩次安可）[62]。此外，並先行在前一天（12月6日）晚間於台北101的91樓戶外觀景台舉辦「前夜祭」為公演暖身[63]。全員47人皆參與兩場活動的演出[64]。

### 2015年
- 1月17日，於麥花臣場館舉行首次香港公演「HKT48日本巡迴演唱會～日本統一還沒結束耶～番外篇in香港」，共有16名成員參與演出[65]。
- 4月22日，發行第5張單曲《12秒》[66]。
- 11月25日，發行第6張單曲《吵死了！》

### 2016年
- 3月31日，HKT48劇場結束營業[67]，之後暫以福岡天神的「西鐵表演廳」做為劇場公演的表演場所。
- 4月13日，發行第7張單曲《給74億分之1的你》。
- 4月28日，在西鐵表演廳舉行劇場轉移後的初次公演「HKT48劇場移轉・重新開張OPEN特別公演」[6]。
- 7月11日，在演唱会「HKT48夏之Hall Tour2016～HKT要从AKB48 家族脱离？国民投票演唱会～」上，宣佈穴井千寻畢業後的Team H隊長職缺，由副隊長松岡菜摘接任。
- 9月7日，發行第8張單曲《最棒了唷》。

### 2017年
- 2月15日，發行第9張單曲《BUG也無妨》[68]。
- 4月10日，多田愛佳畢業[69]。在畢業演唱會上被指名的本村碧唯就任Team KIV第2任隊長。
- 8月2日，發行第10張單曲《接吻真的只能慢慢來嗎？》，MV導演為19歲的大學生松本花奈（日语：松本花奈）[70]。中心成員由松岡花擔任。
- 9月4日，Team H「劇場的女神」公演於Papillon 24 gas hall舉行，此场馆正式作为HKT48劇場使用[71][72]。
- 9月22日－23日，「HKT48新生代成員演唱會 in 博多座 〜未來掌握在我們的手中…〜」於博多座舉行。演出成員平均年齡17歲，成為博多座有史以來於該地舉辦演唱會的最年少偶像團體[73]。
- 11月24日－26日，於西鐵表演廳舉辦為期3天的「HKT48 6週年～LOVE&PEACE！一路走來，已經ROCK週年了喲（「ROCK」音似6的日文發音）…～」。營運單位於26日舉辦的「6週年特別紀念公演」中，正式宣布4期研究生（運上弘菜、小田彩加、堺萌香、清水梨央、武田智加、地頭江音音、月足天音、豐永阿紀、松本日向、宮崎想乃）全員昇格[74]。
- 12月27日，發行首張原創專輯《092》[75]。

### 2018年
- 1月23日，Team KIV舉辦 「最終鐘聲鳴響」最終場公演[76]。
- 1月29日，Team KIV舉辦首場「制服之芽」公演。此公演原為SKE48的劇場公演，這次是首度由其它组合演出[77]。
- 2月5日，於福岡市中央區渡邊通的劇場「Skala espacio」舉辦首場公演（向日葵組「正在戀愛中」公演）[78]。
- 5月2日，發行第11張單曲《快進的日曆》[79]。首周銷量16.5萬張，第11度獲得Oricon公信榜週榜首位，同時刷新自己保持的「出道以來全單曲奪冠」第1名的榜單紀錄[80]。
- 7月2日，於線上直播平台SHOWROOM獨家播出的冠名網路節目《HKT48的Yoka×Yoka!!》（HKT48のヨカ×ヨカ！！）開始在每月第2、4週的平日傍晚播出。

### 2019年
- 4月10日，發行第12張單曲《意志》[81]。
- 4月28日，於橫濱球場舉辦指原莉乃畢業演唱會。[81]
- 5月28日，「指原莉乃11年謝謝了！大感謝祭」於福岡海洋展覽館（日语：マリンメッセ福岡）舉行，HKT48全員參加[註 4]。

### 2020年
- 4月1日，HKT48營運公司由AKS改為新成立的Mercury，而成員也全部移籍至Mercury[註 5]；同時，取消劇場管理人制度[82][83]。
- 4月22日，發行第13張單曲《3-2》[84]。
- 5月27日，統籌管理HKT48營運公司Mercury與NGT48營運公司Flora的控股公司「Sproot」成立，前述兩家公司均為Sproot的100%持股子公司[85]。
- 7月17日，位於福岡市中央區「E・ZO FUKUOKA（日语：E・ZO FUKUOKA）」1樓的第二代HKT48劇場舉行除幕式（揭幕儀式），同時發表該劇場將由西日本都市銀行冠名，全名將為「西日本都市銀行　HKT48劇場」（西日本シティ銀行　HKT48劇場），成為AKB48集團第一座導入冠名權制度的專用劇場[3]。
- 11月2日，第二代HKT48劇場正式啟用[3]（原定該年春季啟用[7][86]）[87]。
- 11月25日－26日，舉辦9週年活動「9週年前夜祭」（25日）與「9週年紀念特別公演」（26日）[88]。

### 2021年
- 1月28日，松岡菜摘、運上弘菜、松岡花、神志那結衣及田島芽瑠等5位成員正式成為西日本都市銀行形象代言人[89][90]。
- 5月12日，發行第14張單曲《想和你一起去某個地方》[91][92][93]。
- 7月24日，舉辦「HKT48 重溫時間 最佳曲目50 2021」[91]。
- 10月28日，在R24「博多Refresh」公演最後，宣布坂口理子及渕上舞於同年11月1日移籍到「Sun Music製作」[94]。
- 12月1日，發行第二張專輯《Outstanding》。

### 2022年
- 4月8日－6月10日，舉辦「HKT48 LIVE TOUR 2022 ～Under the Spotlight～」[95]。
- 6月22日，發行第15張單曲《沙灘涼鞋為何不見了?》。

### 2023年
- 2月8日，發行第16張單曲《你能做得更多》。
- 12月20日，發行第17張單曲《套個桶子吧！》。

### 2024年
- 3月至5月，於福岡太陽宮、福岡市民會館、澀谷公會堂三地舉行「HKT48 春季演唱會2024～POP・STEP・JUMP～」[96][註 6]
- 9月11日，發行第18張單曲《終於能擔心你了》。

## 成員
與AKB48等姐妹團體類似，HKT48目前分為2個分隊，分別為Team H、Team KIV，另外具有預備成員功能的研究生。原定於于2014年春季正式实施稱為「轉班」的新編組，因稍後於該年2月24日舉辦的「AKB48集團大組閣祭」而取消，改以大組閣祭所宣布之內容實行，新制於同年4月23日正式實施。

### 正式成員
粗體字為隊長

#### Team H
| 姓名          | 讀法 | 出生日期       | 加入 期別 | 升格 正式成员 日期 | 所属 经纪公司 | 備註                   | 總選舉 最高排名 |
| ------------- | ---- | -------------- | --------- | ------------------ | ------------- | ---------------------- | --------------- |
| 生野莉奈      |      | 2010年8月3日   | 6期       | 2024年1月5日       | Mercury       |                        | -               |
| 石橋颯        |      | 2005年7月22日  | 5期       | 2021年4月9日       | Mercury       | 原Team KIV             | -               |
| 石松結菜      |      | 2012年1月28日  | 6期       | 2024年7月23日      | Mercury       |                        | -               |
| 市村愛里      |      | 2001年2月13日  | 5期       | 2022年1月13日      | Mercury       | 原Team KIV             | -               |
| 北川陽彩      |      | 2004年1月23日  | 6期       | 2024年1月5日       | Mercury       |                        | -               |
| 栗原紗英      |      | 1996年6月20日  | 3期       | 2016年3月30日      | Mercury       | HKT48最年長 原Team TII | 96              |
| 坂本梨乃 （坂本りの） |      | 2002年6月10日  | 5期       | 2022年1月13日      | Mercury       |                        | -               |
| 澀井美奈 （渋井美奈） |      | 2009年3月23日  | 6期       | 2024年1月5日       | Mercury       |                        | -               |
| 豐永阿紀      |      | 1999年10月25日 | 4期       | 2017年11月26日     | Mercury       | 隊長                   | 79              |
| 藤野心葉      |      | 2008年5月25日  | 6期       | 2024年5月1日       | Mercury       |                        | -               |
| 渕上舞        |      | 1996年9月21日  | 2期       | 2014年1月11日      | Sun Music製作 | 原Team KIV             | 31              |
| 梁瀨鈴雅 （梁瀬鈴雅） |      | 2006年6月29日  | 6期       | 2023年8月2日       | Mercury       |                        | -               |
| 山内祐奈      |      | 1999年7月6日   | 3期       | 2016年3月30日      | Mercury       | 原Team TII             | -               |

#### Team KIV
| 姓名            | 讀法 | 出生日期       | 加入 期別 | 升格 正式成员 日期 | 所属 经纪公司 | 備註                                              | 總選舉 最高排名 |
| --------------- | ---- | -------------- | --------- | ------------------ | ------------- | ------------------------------------------------- | --------------- |
| 秋吉優花        |      | 2000年10月24日 | 2期       | 2014年1月11日      | Mercury       | 原Team H                                          | 72              |
| 井澤美優        |      | 2006年8月14日  | 6期       | 2023年8月2日       | Mercury       |                                                   | -               |
| 豬原絆愛 （猪原絆愛）   |      | 2011年2月27日  | 6期       | 2024年5月1日       | Mercury       |                                                   | -               |
| 今村麻莉愛      |      | 2003年9月14日  | 選秀 2期  | 2016年3月30日      | Mercury       | 經第二屆AKB48選秀會議加入 原Team TII Team KIV隊長 | -               |
| 江口心心華 （江口心々華） |      | 2007年4月24日  | 6期       | 2023年8月2日       | Mercury       |                                                   | -               |
| 大内梨果        |      | 2007年7月28日  | 6期       | 2024年5月1日       | Mercury       |                                                   | -               |
| 大庭凜咲        |      | 2005年4月23日  | 6期       | 2024年1月5日       | Mercury       |                                                   | -               |
| 栗山梨奈        |      | 2000年12月30日 | 5期       | 2022年1月13日      | Mercury       | 原Team H                                          | -               |
| 竹本胡桃 （竹本くるみ）   |      | 2004年2月22日  | 5期       | 2021年4月9日       | Mercury       |                                                   | -               |
| 立花心良        |      | 2009年6月24日  | 6期       | 2024年1月5日       | Mercury       |                                                   | -               |
| 田中伊櫻莉 （田中伊桜莉） |      | 2002年8月31日  | 5期       | 2022年1月13日      | Mercury       |                                                   | -               |
| 地頭江音音      |      | 2000年9月27日  | 4期       | 2017年11月26日     | Mercury       |                                                   | 117             |
| 福井可憐        |      | 2006年12月4日  | 6期       | 2024年1月5日       | Mercury       |                                                   | -               |
| 森崎冴彩 （森﨑冴彩）   |      | 2005年1月16日  | 6期       | 2024年1月5日       | Mercury       |                                                   | -               |
| 安井妃奈        |      | 2011年2月9日   | 6期       | 2024年7月23日      | Mercury       |                                                   | -               |

### 研究生
| 姓名            | 讀音 | 出生日期       | 加入 期別 | 所屬經紀公司 | 備註        | 總選舉 最高排名 |
| --------------- | ---- | -------------- | --------- | ------------ | ----------- | --------------- |
| 青木日菜子      |      | 2008年7月16日  | 7期       | Mercury      |             | -               |
| 石井彩音        |      | 2006年11月27日 | 7期       | Mercury      |             | -               |
| 石川步實優 （石川歩実優） |      | 2011年12月12日 | 7期       | Mercury      |             | -               |
| 豬島莉玲亞 （猪島莉玲亜） |      | 2011年5月7日   | 7期       | Mercury      |             | -               |
| 江浦優香        |      | 2011年5月3日   | 7期       | Mercury      |             | -               |
| 吳優菜 （呉優菜）     |      | 2012年2月13日  | 7期       | Mercury      | HKT48最年少 | -               |
| 靍川那智        |      | 2010年12月7日  | 7期       | Mercury      |             | -               |
| 中野南實 （中野南実）   |      | 2008年12月29日 | 7期       | Mercury      |             | -               |
| 長野拉拉 （長野らら）   |      | 2010年11月6日  | 7期       | Mercury      |             | -               |
| 松永悠良        |      | 2009年11月13日 | 7期       | Mercury      |             | -               |
| 松本苺花        |      | 2008年11月22日 | 7期       | Mercury      |             | -               |
| 山川萬里愛 （山川万里愛） |      | 2005年10月25日 | 7期       | Mercury      |             | -               |
| 吉田芽衣 （吉田めい）   |      | 2009年5月7日   | 7期       | Mercury      |             | -               |
| 龍頭綺音        |      | 2010年6月30日  | 7期       | Mercury      |             | -               |

### 前成員

#### 前正規成員
| 姓名            | 讀法 | 出生日期       | 加入期別  | 離團時 所屬隊伍 | 請辭、畢業日期 | 現所屬事務所        | 備註 | 總選舉 最高排名 |
| --------------- | ---- | -------------- | --------- | --------------- | -------------- | ------------------- | --- | --------------- |
| 古森結衣        |      | 1997年12月2日  | 1期       | H               | 2012年8月18日  | City娛樂            | 請辭 | -               |
| 菅本裕子        |      | 1994年5月20日  | 1期       | H               | 2012年8月18日  | KOS                 | 請辭 | -               |
| 谷口愛理        |      | 1999年3月14日  | 1期       | H               | 2012年8月18日  | OFFICE AUI          | 請辭 | -               |
| 谷真理佳        |      | 1996年1月5日   | 2期       | 无              | 2014年4月22日  | 渡邊娛樂            | 移籍到SKE48 Team E | -               |
| 中西智代梨      |      | 1995年5月12日  | 1期       | H               | 2014年4月22日  | TRUSTAR             | 移籍到AKB48 Team A | -               |
| 草場愛          |      | 1995年10月17日 | 2期       | KIV             | 2015年4月30日  | -                   | 當日畢業公演 | -               |
| 木本花音        |      | 1997年8月11日  | SKE48 4期 | KIV             | 2015年5月25日  | -                   | 兼任解除 兼任時同時是SKE48 Team E成員 2017年12月1日自SKE48畢業                                                               | 31              |
| 後藤泉          |      | 1997年9月27日  | 2期       | KIV             | 2015年10月31日 | -                   | 當日畢業公演 | -               |
| 梅本泉          |      | 1997年5月15日  | 2期       | H               | 2015年12月31日 | -                   | 當日畢業公演 | -               |
| 伊藤來笑        |      | 1998年10月31日 | 2期       | KIV             | 2016年2月29日  | -                   | 當日畢業公演 | -               |
| 岡田栞奈        |      | 1997年6月26日  | 2期       | KIV             | 2016年3月22日  | -                   | 當日畢業公演 | 42              |
| 穴井千尋        |      | 1996年1月27日  | 1期       | H               | 2016年8月1日   | -                   | 畢業 曾為Team H隊長 | 33              |
| 若田部遙        |      | 1998年9月26日  | 1期       | H               | 2017年2月5日   | 富士電視台          | 畢業 | 82              |
| 多田愛佳        |      | 1994年12月8日  | AKB48 3期 | KIV             | 2017年4月10日  | 尾木製作            | 前Team KIV隊長 原AKB48 Team B（初代） 原AKB48 Team A（高橋） 2012年11月1日移籍 原Team H 當日畢業公演                         | 20              |
| 岡本尚子        |      | 1996年4月4日   | 2期       | H               | 2017年5月8日   | Asia Promotion      | 當日畢業公演 | -               |
| 筒井莉子        |      | 2000年2月22日  | 3期       | TII             | 2017年5月29日  | -                   | 當日畢業公演 | -               |
| 井上由莉耶      |      | 1999年6月15日  | 2期       | H               | 2017年6月12日  | -                   | 當日畢業公演 | 48              |
| 田中優香        |      | 2000年6月7日   | 2期       | KIV             | 2018年2月27日  | -                   | 當日畢業公演 | -               |
| 宇井真白        |      | 2000年1月31日  | 2期       | H               | 2018年3月21日  | -                   | 當日畢業公演 | -               |
| 山田麻莉奈      |      | 1995年3月24日  | 2期       | H               | 2018年4月19日  | Crocodile           | 當日畢業公演 | -               |
| 山本茉央        |      | 1996年9月18日  | 選秀 1期  | H               | 2018年5月21日  | -                   | 當日畢業公演 | -               |
| 松田祐實        |      | 2002年5月13日  | 選秀 3期  | TII             | 2018年12月27日 | -                   | 第三屆選秀會議Team TII第一輪指名 請辭                                                                                        | -               |
| 冨吉明日香      |      | 1997年9月20日  | 2期       | KIV             | 2019年3月30日  | -                   | 當日畢業公演 | 38              |
| 指原莉乃        |      | 1992年11月21日 | AKB48 5期 | H               | 2019年4月28日  | 太田制作            | 曾兼任HKT48劇場经理 曾兼任STU48成員暨劇場經理 原AKB48 Team B（初代） 原AKB48 Team A（高橋） 2012年6月16日移籍 當日畢業演唱会 | 1               |
| 兒玉遙          |      | 1996年9月19日  | 1期       | H               | 2019年6月9日   | 愛貝克思管理        | 曾兼任AKB48 Team K 2017年12月27日起暫停活動 畢業                                                                             | 9               |
| 駒田京伽        |      | 1996年11月21日 | 2期       | H               | 2019年6月17日  | -                   | 當日畢業公演 | 60              |
| 岩花詩乃        |      | 2000年4月1日   | 2期       | KIV             | 2019年6月21日  | -                   | 當日畢業公演 | -               |
| 植木南央        |      | 1997年8月12日  | 1期       | KIV             | 2019年7月31日  | -                   | 原Team H 獲得唐津青少年音楽祭2009的 西尾芳彦音乐奖 當日畢業公演                                                              | 54              |
| 田中菜津美      |      | 2000年8月10日  | 1期       | H               | 2020年1月11日  | -                   | 曾兼任SKE48 Team S 當日畢業公演                                                                                              | 50              |
| 朝長美櫻        |      | 1998年5月17日  | 2期       | KIV             | 2020年1月15日  | AKA                 | 曾兼任AKB48 Team 4 當日畢業公演                                                                                              | 21              |
| 深川舞子        |      | 1999年7月5日   | 1期       | KIV             | 2020年2月22日  | -                   | 當日畢業公演 | 91              |
| 月足天音        |      | 1999年10月26日 | 4期       | TII             | 2020年3月30日  | ASOBISYSTEM         | 當日畢業公演 現FRUITS ZIPPER                                                                                                 | 119             |
| 森保圓 （森保まどか）     |      | 1997年7月26日  | 1期       | KIV             | 2021年5月29日  | Aster               | 原Team H 当日毕业演唱会 | 25              |
| 宮脇咲良        |      | 1998年3月19日  | 1期       | KIV             | 2021年6月19日  | A.M.娛樂            | 原Team H（初代） 原Team KIV副隊長（本村） 曾兼任AKB48 Team A（高橋、橫山） 原IZ*ONE成員 現為LE SSERAFIM成員 當日畢業演唱會   | 3               |
| 清水梨央        |      | 2003年10月11日 | 4期       | TII             | 2021年12月20日 | -                   | 當日畢業公演 | -               |
| 村重杏奈        |      | 1998年7月29日  | 1期       | KIV             | 2021年12月27日 | TWIN PLANET         | 當日畢業公演 原Team H 原NMB48 Team N兼任 廣島演藝學校第25期生                                                                | 67              |
| 上島楓          |      | 2001年8月22日  | 5期       | H               | 2022年1月9日   | WACK                | 畢業 | -               |
| 上野遙          |      | 1999年9月20日  | 2期       | H               | 2022年2月26日  | -                   | 當日畢業公演 | -               |
| 田島芽          |      | 2000年1月7日   | 2期       | H               | 2022年4月3日   | Mama & Son          | 早安少女組。10期成員甄選 合宿審査未通過者 畢業                                                                               | 26              |
| 水上凜巳花      |      | 2003年7月10日  | 5期       | H               | 2022年4月3日   | -                   | 畢業 | -               |
| 熊澤世莉奈      |      | 1997年4月17日  | 1期       | KIV             | 2022年4月3日   | Holy Peak           | 畢業 原Team H DANCE SCHOOL S.S.M出身                                                                                         | -               |
| 今田美奈        |      | 1997年3月5日   | 1期       | KIV             | 2022年4月4日   | -                   | 當日畢業公演 | 90              |
| 松本日向        |      | 2000年12月11日 | 4期       | TII             | 2022年6月27日  | TRUSTAR             | 妹妹為SUPER☆GiRLS前成員松本愛花 當日畢業公演                                                                                 | -               |
| 松岡菜摘        |      | 1996年8月8日   | 1期       | H               | 2022年9月4日   | -                   | 原Team H隊長 畢業 | 46              |
| 神志那結衣      |      | 1998年1月24日  | 2期       | H               | 2022年9月4日   | For you             | 畢業 | 46              |
| 石安伊          |      | 2000年12月31日 | 選秀 3期  | TII             | 2022年9月9日   | -                   | 第三屆選秀會議Team TII第二輪指名 當日畢業公演                                                                                | -               |
| 村川緋杏        |      | 1999年12月3日  | 選秀 2期  | TII             | 2022年11月1日  | Asobi System        | 經第二屆AKB48選秀會議加入 當日畢業公演                                                                                       | -               |
| 坂口理子        |      | 1994年7月26日  | 2期       | H               | 2022年12月5日  | Sun Music製作       | 當日畢業公演 | 37              |
| 下野由貴        |      | 1998年4月2日   | 1期       | KIV             | 2022年12月10日 | YOUNG,WILD＆FREE    | 原Team H 當日畢業公演 | 85              |
| 外薗葉月        |      | 1999年1月17日  | 3期       | TII             | 2022年12月17日 | CMC                 | 原Team TII副隊長 當日畢業公演                                                                                                | 120             |
| 宮崎想乃        |      | 2000年10月30日 | 4期       | TII             | 2022年12月26日 | seju                | 當日畢業公演 | -               |
| 渡部愛加里      |      | 2004年10月18日 | 選秀 3期  | H               | 2023年3月26日  | -                   | 第三屆選秀會議Team H第一輪指名 畢業                                                                                          | -               |
| 村上和叶        |      | 2003年3月30日  | 5期       | KIV             | 2023年3月26日  | Holy Peak           | 畢業 | -               |
| 矢吹奈子        |      | 2001年6月18日  | 3期       | H               | 2023年4月1日   | TWIN PLANET         | 曾兼任AKB48 Team B（木崎） 原IZ*ONE成員 當日畢業演唱會                                                                       | 9               |
| 後藤陽菜乃      |      | 2005年3月8日   | 5期       | KIV             | 2023年7月9日   | -                   | 原Team TII 畢業 | -               |
| 馬場彩華        |      | 2004年5月2日   | 選秀 3期  | KIV             | 2023年7月9日   | -                   | 第三屆選秀會議Team KIV第一輪指名 畢業                                                                                        | -               |
| 本村碧唯        |      | 1997年5月31日  | 1期       | KIV             | 2023年7月23日  | -                   | 原Team H 原Team KIV隊長 當日畢業公演                                                                                         | 36              |
| 長野雅          |      | 1999年10月3日  | 5期       | KIV             | 2023年8月1日   | -                   | 前《青春高校3年C班》學生 當日畢業公演                                                                                        | -               |
| 小田彩加        |      | 1999年2月9日   | 4期       | H               | 2023年8月8日   | -                   | 原Team TII 當日畢業公演 | 50              |
| 運上弘菜        |      | 1998年8月9日   | 4期       | H               | 2023年10月5日  | -                   | 原Team KIV 當日畢業演唱會 | 84              |
| 武田智加        |      | 2003年2月25日  | 4期       | KIV             | 2023年10月20日 | seju                | 原Team TII 當日畢業公演 | -               |
| 田中美久        |      | 2001年9月12日  | 3期       | KIV             | 2023年12月29日 | am                  | 原Team H 當日畢業公演 2024年3月9日畢業演唱會                                                                                 | 10              |
| 堺萌香          |      | 1998年8月25日  | 4期       | H               | 2024年5月11日  | Enterarts Promotion | 原Team TII 當日畢業公演 | -               |
| 山下艾米麗 （山下エミリー） |      | 1998年12月19日 | 3期       | KIV             | 2024年7月21日  | TRUSTAR             | 原Team TII隊長 當日畢業公演                                                                                                  | -               |
| 松岡花 （松岡はな）     |      | 2000年1月19日  | 選秀 2期  | KIV             | 2024年9月28日  | -                   | 原Team KIV隊長 經第二屆AKB48選秀會議加入 前打工AKB 原Team TII 當日畢業演唱會                                                 | 66              |
| 荒卷美咲        |      | 2001年1月28日  | 3期       | H               | 2024年12月27日 | -                   | 原Team TII 當日畢業公演 | -               |
| 最上奈那華      |      | 2001年1月28日  | 6期       | H               | 2025年1月27日  | -                   | 當日畢業公演 | -               |
| 伊藤優繪瑠      |      | 2003年10月24日 | 選秀 3期  | H               | 2025年3月8日   | -                   | 當日畢業公演 第三屆選秀會議Team H第二輪指名 原Team H                                                                         | -               |
| 川平聖          |      | 2004年6月27日  | 5期       | H               | 2025年3月22日  | -                   | 當日畢業公演 原Team KIV |                 |
| 坂本愛玲菜      |      | 2000年9月12日  | 3期       | KIV             | 2025年4月27日  | -                   | 當日畢業公演 原Team TII | 87              |

#### 前研究生
| 姓名       | 讀法 | 出生日期       | 加入期別 | 請辭、畢業日   | 現所屬事務所     | 備註                                                                                             |
| ---------- | ---- | -------------- | -------- | -------------- | ---------------- | ------------------------------------------------------------------------------------------------ |
| 江藤彩也香 |      | 1997年9月9日   | 1期      | 2012年8月18日  | -                | 請辭                                                                                             |
| 仲西彩佳   |      | 1996年3月23日  | 1期      | 2012年8月18日  | -                | 請辭                                                                                             |
| 安陪恭加   |      | 1997年7月17日  | 1期      | 2014年2月23日  | 福岡模特兒事務所 | 2013年12月30日畢業公演 曾隸屬九州兒童模特兒經紀公司 舊藝名為「長瀬月渚」                         |
| 音嶋莉沙   |      | 1998年8月11日  | 4期      | 2016年7月21日  | -                | 因違反招募規定被取消資格 曾為iDOL Street的候補生 現為指原莉乃擔任製作人的聲優偶像團體=LOVE的成員 |
| 工藤陽香   |      | 2006年4月21日  | 5期      | 2020年10月12日 | -                | 畢業 當日播出畢業直播節目                                                                        |
| 小川紗奈   |      | 2002年6月20日  | 5期      | 2021年3月22日  |                  | 當日畢業公演 佐賀縣唐津市市役所職員                                                              |
| 川島夕奈   |      | 2008年8月9日   | 6期      | 2023年3月19日  |                  | 請辭                                                                                             |
| 松本羽麗   |      | 2004年5月12日  | 6期      | 2025年7月1日   |                  | 請辭                                                                                             |
| 片平紗麗   |      | 2009年5月1日   | 7期      | 2025年8月16日  |                  | 請辭                                                                                             |
| 堤楓夏     |      | 2006年11月17日 | 7期      | 2025年8月16日  |                  | 請辭                                                                                             |

## 成員變化

### 成員增減
| 日期           | 事項 | 增減   | 合計   | 合計   | 所屬組別 | 所屬組別 | 所屬組別 | 所屬組別 | 加入期別 人數變動                        |
| 日期           | 事項 | 增減   | 全     | 正     | H        | KIV      | TII      | 研       | 加入期別 人數變動                        |
| 2011年         | 2011年 | 2011年 | 2011年 | 2011年 | 2011年   | 2011年   | 2011年   | 2011年   | 2011年                                   |
| -------------- | --- | ------ | ------ | ------ | -------- | -------- | -------- | -------- | ---------------------------------------- |
| 10月23日       | 公布1期生成員 | +21    | 21     |        |          |          |          | 21       | 1期生21人                                |
| 2012年         | |        |        |        |          |          |          |          |                                          |
| 3月4日         | Team H成立 |        | 21     | 16     | 16       |          |          | 5        |                                          |
| 6月16日        | 指原莉乃從AKB48移籍至HKT48（隊伍未定） | +1     | 22     | 17     | 16       |          |          | 5        |                                          |
| 7月5日         | 指原莉乃加入Team H |        | 22     | 17     | 17       |          |          | 5        |                                          |
| 8月18日        | Team H古森結衣、菅本裕子、谷口愛理請辭 研究生江藤彩也香、仲西彩佳請辭 | -5     | 17     | 14     | 14       |          |          | 3        | 1期生21人→16人                           |
| 9月23日        | 公布2期生成員 | +21    | 38     | 14     | 14       |          |          | 24       | 2期生21人                                |
| 11月1日        | 多田愛佳從AKB48移籍至HKT48 Team H | +1     | 39     | 15     | 15       |          |          | 24       |                                          |
| 2013年         | |        |        |        |          |          |          |          |                                          |
| 11月2日        | 公布3期生成員 | +9     | 48     | 15     | 15       |          |          | 33       | 3期生9人                                 |
| 2014年         | |        |        |        |          |          |          |          |                                          |
| 2014年 1月11日 | 研究生秋吉優花、井上由莉耶、今田美奈、梅本泉、岡田栞奈、岡本尚子 神志那結衣、後藤泉、駒田京伽、坂口理子、田島芽瑠、田中優香 谷真理佳、冨吉明日香、朝長美櫻、渕上舞、山田麻莉奈昇格 |        | 48     | 32     | 15       |          |          | 16       |                                          |
| 2月23日        | 研究生安陪恭加毕业 | -1     | 47     | 32     | 15       |          |          | 15       | 1期生16人→15人                           |
| 2月24日        | 研究生深川舞子、草場愛、田中美久、矢吹奈子昇格 |        | 47     | 36     | 15       |          |          | 11       |                                          |
| 3月11日        | 选秀生山本茉央正式公布 | +1     | 48     | 37     | 15       |          |          | 11       | 選秀1期生1人                             |
| 2月24日        | 研究生伊藤来笑、岩花詩乃、宇井真白、上野遥昇格 |        | 48     | 41     | 15       |          |          | 7        |                                          |
| 4月23日        | 實行新体制 Team KIV成立 SKE48 Team E木本花音Team KIV兼任开始 Team H中西智代梨移籍至AKB48 Team A 升格成员谷真里佳移籍至SKE48 Team E                                                 | -1     | 47     | 40     | 20       | 20       |          | 7        | 1期生15人→14人 2期生21人→20人            |
| 2015年         | |        |        |        |          |          |          |          |                                          |
| 4月30日        | Team KIV草場愛畢業 | -1     | 46     | 39     | 20       | 19       |          | 7        | 2期生20人→19人                           |
| 5月25日        | Team KIV木本花音兼任解除 | -1     | 45     | 38     | 20       | 18       |          | 7        |                                          |
| 6月27日        | 選秀2期生成員正式公布 | +3     | 48     | 38     | 20       | 18       |          | 10       | 選秀2期生3人                             |
| 10月31日       | Team KIV後藤泉畢業 | -1     | 47     | 37     | 20       | 17       |          | 10       | 2期生19人→18人                           |
| 12月31日       | Team H梅本泉畢業 | -1     | 46     | 36     | 19       | 17       |          | 10       | 2期生18人→17人                           |
| 2016年         | |        |        |        |          |          |          |          |                                          |
| 2月29日        | Team KIV伊藤来笑畢業 | -1     | 45     | 35     | 19       | 16       |          | 10       | 2期生17人→16人                           |
| 3月22日        | Team KIV岡田栞奈畢業 | -1     | 44     | 34     | 19       | 15       |          | 10       | 2期生16人→15人                           |
| 3月30日        | Team TII成立 |        | 44     | 44     | 19       | 15       | 10       |          |                                          |
| 7月12日        | 公布4期生成員 | +11    | 55     | 44     | 19       | 15       | 10       | 11       | 4期生11人                                |
| 7月21日        | 研究生音嶋莉沙取消資格 | -1     | 54     | 44     | 19       | 15       | 10       | 10       | 4期生11人→10人                           |
| 8月1日         | Team H穴井千尋畢業 | -1     | 53     | 43     | 18       | 15       | 10       | 10       | 1期生14人→13人                           |
| 2017年         | |        |        |        |          |          |          |          |                                          |
| 2月5日         | Team H若田部遙畢業 | -1     | 52     | 42     | 17       | 15       | 10       | 10       | 1期生13人→12人                           |
| 4月10日        | Team KIV多田愛佳畢業 | -1     | 51     | 41     | 17       | 14       | 10       | 10       |                                          |
| 5月8日         | Team H岡本尚子畢業 | -1     | 50     | 40     | 16       | 14       | 10       | 10       | 2期生15人→14人                           |
| 5月27日        | Team TII筒井莉子畢業 | -1     | 49     | 39     | 16       | 14       | 9        | 10       | 3期生9人→8人                             |
| 6月12日        | Team H井上由莉耶畢業 | -1     | 48     | 38     | 15       | 14       | 9        | 10       | 2期生14人→13人                           |
| 11月26日       | 4期研究生全員昇格 |        | 48     | 48     | 16       | 16       | 16       |          |                                          |
| 2018年         | |        |        |        |          |          |          |          |                                          |
| 2月27日        | Team KIV田中優香畢業 | -1     | 47     | 47     | 16       | 15       | 16       |          | 2期生13人→12人                           |
| 3月21日        | Team H宇井真白畢業 | -1     | 46     | 46     | 15       | 15       | 16       |          | 2期生12人→11人                           |
| 3月31日        | 公布選秀3期生成員 | +5     | 51     | 46     | 15       | 15       | 16       | 5        | 選秀3期生5人                             |
| 4月19日        | Team H山田麻莉奈畢業 | -1     | 50     | 45     | 14       | 15       | 16       | 5        | 2期生11人→10人                           |
| 5月21日        | Team H山本茉央畢業 | -1     | 49     | 44     | 13       | 15       | 16       | 5        | 選秀1期生1人→0人                         |
| 10月29日       | Team H矢吹奈子、Team KIV宮脇咲良暫停活動並專任IZ*ONE成員 |        | 49     | 42     | 12       | 14       | 16       | 5        |                                          |
| 11月26日       | 公布5期生成員 選秀3期研究生伊藤優繪瑠、渡部愛加里升格至Team H 選秀3期研究生馬場彩華升格至Team KIV 選秀3期研究生石安伊、松田祐實升格至Team TII                                      | +14    | 63     | 47     | 14       | 15       | 18       | 14       | 5期生14人                                |
| 12月27日       | Team TII松田祐實請辭 | -1     | 62     | 46     | 14       | 15       | 17       | 14       | 選秀3期生5人→4人                         |
| 2019年         | |        |        |        |          |          |          |          |                                          |
| 3月30日        | Team KIV冨吉明日香畢業 | -1     | 61     | 45     | 14       | 14       | 17       | 14       | 2期生10人→9人                            |
| 4月28日        | Team H指原莉乃畢業 | -1     | 60     | 44     | 13       | 14       | 17       | 14       |                                          |
| 6月9日         | Team H兒玉遙畢業 | -1     | 59     | 43     | 12       | 14       | 17       | 14       | 1期生12人→11人                           |
| 6月17日        | Team H駒田京伽畢業 | -1     | 58     | 42     | 11       | 14       | 17       | 14       | 2期生9人→8人                             |
| 6月21日        | Team KIV岩花詩乃畢業 | -1     | 57     | 41     | 11       | 13       | 17       | 14       | 2期生8人→7人                             |
| 7月31日        | Team KIV植木南央畢業 | -1     | 56     | 40     | 11       | 12       | 17       | 14       | 1期生11人→10人                           |
| 2020年         | |        |        |        |          |          |          |          |                                          |
| 1月11日        | Team H田中菜津美畢業 | -1     | 55     | 39     | 10       | 12       | 17       | 14       | 1期生10人→9人                            |
| 1月15日        | Team KIV朝長美櫻畢業 | -1     | 54     | 38     | 10       | 11       | 17       | 14       | 2期生7人→6人                             |
| 2月22日        | Team KIV深川舞子畢業 | -1     | 53     | 37     | 10       | 10       | 17       | 14       | 1期生9人→8人                             |
| 3月30日        | Team TII月足天音畢業 | -1     | 52     | 36     | 10       | 10       | 16       | 14       | 4期生10人→9人                            |
| 10月12日       | 研究生工藤陽香畢業 | -1     | 51     | 36     | 10       | 10       | 16       | 13       | 5期生14人→13人                           |
| 2021年         | |        |        |        |          |          |          |          |                                          |
| 3月22日        | 研究生小川紗奈畢業 | -1     | 50     | 36     | 10       | 10       | 16       | 12       | 5期生13人→12人                           |
| 4月9日         | 研究生上島楓、水上凜已花昇格至Team H 研究生石橋颯、竹本胡桃昇格至Team KIV |        | 50     | 40     | 12       | 12       | 16       | 8        |                                          |
| 4月29日        | Team H矢吹奈子、Team KIV宮脇咲良解除IZ*ONE專任並歸隊 |        | 50     | 42     | 13       | 13       | 16       | 8        |                                          |
| 5月29日        | Team KIV森保圓畢業 | -1     | 49     | 41     | 13       | 12       | 16       | 8        | 1期生8人→7人                             |
| 6月19日        | Team KIV宮脇咲良畢業 | -1     | 48     | 40     | 13       | 11       | 16       | 8        | 1期生7人→6人                             |
| 12月20日       | Team TII清水梨央畢業 | -1     | 47     | 39     | 13       | 11       | 15       | 8        | 4期生9人→8人                             |
| 12月27日       | Team KIV村重杏奈畢業 | -1     | 46     | 38     | 13       | 10       | 15       | 8        | 1期生6人→5人                             |
| 2022年         | |        |        |        |          |          |          |          |                                          |
| 1月9日         | Team H上島楓畢業 | -1     | 45     | 45     | 12       | 10       | 15       | 8        | 5期生12人→11人                           |
| 1月13日        | 研究生栗山梨奈、坂本梨乃、村上和叶昇格至Team H 研究生市村愛里、川平聖、田中伊櫻莉、長野雅昇格至Team KIV 研究生後藤陽菜乃昇格至Team TII                                             |        | 45     | 45     | 15       | 14       | 16       | 0        |                                          |
| 2月26日        | Team H上野遙畢業 | -1     | 44     | 44     | 14       | 14       | 16       | 0        | 2期生6人→5人                             |
| 4月3日         | Team H田島芽瑠、水上凜巳花、Team KIV熊澤世莉奈畢業 | -3     | 41     | 41     | 12       | 13       | 16       | 0        | 2期生5人→4人 5期生11人→10人 1期生5人→4人 |
| 4月4日         | Team KIV今田美奈畢業 | -1     | 40     | 40     | 12       | 12       | 16       | 0        | 1期生4人→3人                             |
| 5月7日         | 公佈6期生成員 | +18    | 58     | 40     | 12       | 12       | 16       | 18       | 6期生18人                                |
| 6月27日        | Team TII松本日向畢業 | -1     | 57     | 39     | 12       | 12       | 15       | 18       | 4期生8人→7人                             |
| 9月4日         | Team H松岡菜摘、神志那結衣畢業 | -2     | 55     | 37     | 10       | 12       | 15       | 18       | 1期生3人→2人 2期生4人→3人                |
| 9月9日         | Team TII石安伊畢業 | -1     | 54     | 36     | 10       | 12       | 14       | 18       | 選秀3期生4人→3人                         |
| 10月16日       | 研究生最上奈那華宣布昇格 |        | 54     | 37     | 10       | 12       | 14       | 17       |                                          |
| 11月1日        | Team TII村川緋杏畢業 | -1     | 53     | 36     | 10       | 12       | 13       | 17       | 選秀2期生3人→2人                         |
| 12月5日        | Team H坂口理子畢業 | -1     | 52     | 35     | 9        | 12       | 13       | 17       | 2期生3人→2人                             |
| 12月10日       | Team KIV下野由貴畢業 | -1     | 51     | 34     | 9        | 11       | 13       | 17       | 1期生2人→1人                             |
| 12月17日       | Team TII外薗葉月畢業 | -1     | 50     | 33     | 9        | 11       | 12       | 17       | 3期生8人→7人                             |
| 12月26日       | Team TII宮崎想乃畢業 | -1     | 49     | 32     | 9        | 11       | 11       | 17       | 4期生7人→6人                             |
| 2023年         | |        |        |        |          |          |          |          |                                          |
| 2月1日         | 實施新分隊體制 研究生最上奈那華昇格至Team H |        | 49     | 32     | 16       | 16       | -        | 17       |                                          |
| 3月19日        | 研究生川島夕奈請辭 | -1     | 48     | 32     | 16       | 16       | -        | 16       | 6期生18人→17人                           |
| 3月26日        | Team H渡部愛加里、Team KIV村上和叶畢業 | -2     | 46     | 30     | 15       | 15       | -        | 16       | 5期生10人→9人 選秀3期生3人→2人           |
| 4月1日         | Team H矢吹奈子畢業 | -1     | 45     | 29     | 14       | 15       | -        | 16       | 3期生7人→6人                             |
| 7月9日         | Team KIV馬場彩華、後藤陽菜乃畢業 | -2     | 43     | 27     | 14       | 13       | -        | 16       | 5期生9人→8人 選秀3期生2人→1人            |
| 7月23日        | Team KIV本村碧唯畢業 | -1     | 42     | 26     | 14       | 12       | -        | 16       | 1期生1人→0人                             |
| 8月1日         | Team KIV長野雅畢業 | -1     | 41     | 25     | 14       | 11       | -        | 16       | 5期生8人→7人                             |
| 8月2日         | 研究生梁瀨鈴雅昇格至Team H 研究生井澤美優、江口心心華昇格至Team KIV |        | 41     | 28     | 15       | 13       | -        | 13       |                                          |
| 8月8日         | Team H小田彩加畢業 | -1     | 40     | 27     | 14       | 13       | -        | 13       | 4期生6人→5人                             |
| 10月5日        | Team H運上弘菜畢業 | -1     | 39     | 26     | 13       | 13       | -        | 13       | 4期生5人→4人                             |
| 10月20日       | Team KIV武田智加畢業 | -1     | 38     | 25     | 13       | 12       | -        | 13       | 4期生4人→3人                             |
| 12月29日       | Team KIV田中美久畢業 | -1     | 37     | 24     | 13       | 11       | -        | 13       | 3期生6人→5人                             |
| 2024年         | |        |        |        |          |          |          |          |                                          |
| 1月5日         | 研究生生野莉奈、北川陽彩、澀井美奈昇格至Team H 研究生大庭凜咲、立花心良、福井可憐、森﨑冴彩昇格至Team KIV                                                                          |        | 37     | 31     | 16       | 15       | -        | 6        |                                          |
| 5月1日         | 研究生藤野心葉昇格至Team H 研究生豬原絆愛、大內梨果昇格至Team KIV |        | 37     | 34     | 17       | 17       | -        | 3        |                                          |
| 5月9日         | 公佈7期生成員 | +16    | 53     | 34     | 17       | 17       | -        | 19       |                                          |
| 5月11日        | Team H堺萌香畢業 | -1     | 52     | 33     | 16       | 17       | -        | 19       | 4期生3人→2人                             |
| 7月21日        | Team KIV山下艾米麗畢業 | -1     | 51     | 32     | 16       | 16       | -        | 19       | 3期生5人→4人                             |
| 7月23日        | 研究生石松結菜昇格至Team H 研究生安井妃奈昇格至Team KIV |        | 51     | 34     | 17       | 17       | -        | 17       |                                          |
| 9月28日        | Team KIV松岡花畢業 | -1     | 50     | 33     | 17       | 16       | -        | 17       | 選秀2期生2人→1人                         |
| 12月27日       | Team H荒卷美咲畢業 | -1     | 49     | 32     | 16       | 16       | -        | 17       | 3期生4人→3人                             |
| 2025年         | |        |        |        |          |          |          |          |                                          |
| 1月27日        | Team H最上奈那華畢業 | -1     | 48     | 31     | 15       | 16       | -        | 17       | 6期生17人→16人                           |
| 3月8日         | Team H伊藤優繪瑠畢業 | -1     | 47     | 30     | 14       | 16       | -        | 17       | 選秀3期生1人→0人                         |
| 3月22日        | Team H川平聖畢業 | -1     | 46     | 29     | 13       | 16       | -        | 17       | 5期生7人→6人                             |
| 4月27日        | Team KIV坂本愛玲菜畢業 | -1     | 45     | 28     | 13       | 15       | -        | 17       | 3期生3人→2人                             |
| 7月1日         | 研究生松本羽麗請辭 | -1     | 44     | 28     | 13       | 15       | -        | 16       | 6期生16人→15人                           |
| 8月16日        | 研究生片平紗麗、堤楓夏請辭 | -2     | 42     | 28     | 13       | 15       | -        | 14       | 7期生16人→14人                           |

### 研究生升格
| 升格日期 | 姓名       | 加入 時間 | 升格隊伍 | 備註 |        |        |        |
| 2012年   | 2012年     | 2012年    | 2012年   | 2012年 | 2012年 | 2012年 | 2012年 |
| -------- | ---------- | --------- | -------- | --- | ------ | ------ | ------ |
| 3月4日   | 穴井千尋   | 1期       | H        | 田中菜津美為HKT48及姊妹組合最年少的升格者（11歳207日） 古森結衣、菅本裕子、谷口愛理在2012年8月18日請辭（升格成员中首位請辭成員）。 植木南央、熊澤世莉奈、下野由貴、宮脇咲良、村重杏奈、本村碧唯、森保圆在2014年4月23日异动至Team KIV。 中西智代梨在2014年4月23日移籍至AKB48。 穴井千尋於2016年8月1日畢業。 若田部遙於2017年2月5日畢業。 兒玉遙於2019年6月9日畢業。 植木南央於2019年7月31日畢業。 田中菜津美於2020年1月11日畢業。 森保圓於2021年5月29日畢業。 宮脇咲良於2021年6月19日畢業。 村重杏奈2021年12月27日畢業。 熊澤世莉奈於2022年4月3日畢業。 松岡菜摘於2022年9月4日畢業。 下野由貴於2022年12年10日畢業。 本村碧唯於2023年7月23日畢業。 |        |        |        |
| 3月4日   | 植木南央   | 1期       | H        | 田中菜津美為HKT48及姊妹組合最年少的升格者（11歳207日） 古森結衣、菅本裕子、谷口愛理在2012年8月18日請辭（升格成员中首位請辭成員）。 植木南央、熊澤世莉奈、下野由貴、宮脇咲良、村重杏奈、本村碧唯、森保圆在2014年4月23日异动至Team KIV。 中西智代梨在2014年4月23日移籍至AKB48。 穴井千尋於2016年8月1日畢業。 若田部遙於2017年2月5日畢業。 兒玉遙於2019年6月9日畢業。 植木南央於2019年7月31日畢業。 田中菜津美於2020年1月11日畢業。 森保圓於2021年5月29日畢業。 宮脇咲良於2021年6月19日畢業。 村重杏奈2021年12月27日畢業。 熊澤世莉奈於2022年4月3日畢業。 松岡菜摘於2022年9月4日畢業。 下野由貴於2022年12年10日畢業。 本村碧唯於2023年7月23日畢業。 |        |        |        |
| 3月4日   | 熊澤世莉奈 | 1期       | H        | 田中菜津美為HKT48及姊妹組合最年少的升格者（11歳207日） 古森結衣、菅本裕子、谷口愛理在2012年8月18日請辭（升格成员中首位請辭成員）。 植木南央、熊澤世莉奈、下野由貴、宮脇咲良、村重杏奈、本村碧唯、森保圆在2014年4月23日异动至Team KIV。 中西智代梨在2014年4月23日移籍至AKB48。 穴井千尋於2016年8月1日畢業。 若田部遙於2017年2月5日畢業。 兒玉遙於2019年6月9日畢業。 植木南央於2019年7月31日畢業。 田中菜津美於2020年1月11日畢業。 森保圓於2021年5月29日畢業。 宮脇咲良於2021年6月19日畢業。 村重杏奈2021年12月27日畢業。 熊澤世莉奈於2022年4月3日畢業。 松岡菜摘於2022年9月4日畢業。 下野由貴於2022年12年10日畢業。 本村碧唯於2023年7月23日畢業。 |        |        |        |
| 3月4日   | 兒玉遥     | 1期       | H        | 田中菜津美為HKT48及姊妹組合最年少的升格者（11歳207日） 古森結衣、菅本裕子、谷口愛理在2012年8月18日請辭（升格成员中首位請辭成員）。 植木南央、熊澤世莉奈、下野由貴、宮脇咲良、村重杏奈、本村碧唯、森保圆在2014年4月23日异动至Team KIV。 中西智代梨在2014年4月23日移籍至AKB48。 穴井千尋於2016年8月1日畢業。 若田部遙於2017年2月5日畢業。 兒玉遙於2019年6月9日畢業。 植木南央於2019年7月31日畢業。 田中菜津美於2020年1月11日畢業。 森保圓於2021年5月29日畢業。 宮脇咲良於2021年6月19日畢業。 村重杏奈2021年12月27日畢業。 熊澤世莉奈於2022年4月3日畢業。 松岡菜摘於2022年9月4日畢業。 下野由貴於2022年12年10日畢業。 本村碧唯於2023年7月23日畢業。 |        |        |        |
| 3月4日   | 古森結衣   | 1期       | H        | 田中菜津美為HKT48及姊妹組合最年少的升格者（11歳207日） 古森結衣、菅本裕子、谷口愛理在2012年8月18日請辭（升格成员中首位請辭成員）。 植木南央、熊澤世莉奈、下野由貴、宮脇咲良、村重杏奈、本村碧唯、森保圆在2014年4月23日异动至Team KIV。 中西智代梨在2014年4月23日移籍至AKB48。 穴井千尋於2016年8月1日畢業。 若田部遙於2017年2月5日畢業。 兒玉遙於2019年6月9日畢業。 植木南央於2019年7月31日畢業。 田中菜津美於2020年1月11日畢業。 森保圓於2021年5月29日畢業。 宮脇咲良於2021年6月19日畢業。 村重杏奈2021年12月27日畢業。 熊澤世莉奈於2022年4月3日畢業。 松岡菜摘於2022年9月4日畢業。 下野由貴於2022年12年10日畢業。 本村碧唯於2023年7月23日畢業。 |        |        |        |
| 3月4日   | 下野由貴   | 1期       | H        | 田中菜津美為HKT48及姊妹組合最年少的升格者（11歳207日） 古森結衣、菅本裕子、谷口愛理在2012年8月18日請辭（升格成员中首位請辭成員）。 植木南央、熊澤世莉奈、下野由貴、宮脇咲良、村重杏奈、本村碧唯、森保圆在2014年4月23日异动至Team KIV。 中西智代梨在2014年4月23日移籍至AKB48。 穴井千尋於2016年8月1日畢業。 若田部遙於2017年2月5日畢業。 兒玉遙於2019年6月9日畢業。 植木南央於2019年7月31日畢業。 田中菜津美於2020年1月11日畢業。 森保圓於2021年5月29日畢業。 宮脇咲良於2021年6月19日畢業。 村重杏奈2021年12月27日畢業。 熊澤世莉奈於2022年4月3日畢業。 松岡菜摘於2022年9月4日畢業。 下野由貴於2022年12年10日畢業。 本村碧唯於2023年7月23日畢業。 |        |        |        |
| 3月4日   | 菅本裕子   | 1期       | H        | 田中菜津美為HKT48及姊妹組合最年少的升格者（11歳207日） 古森結衣、菅本裕子、谷口愛理在2012年8月18日請辭（升格成员中首位請辭成員）。 植木南央、熊澤世莉奈、下野由貴、宮脇咲良、村重杏奈、本村碧唯、森保圆在2014年4月23日异动至Team KIV。 中西智代梨在2014年4月23日移籍至AKB48。 穴井千尋於2016年8月1日畢業。 若田部遙於2017年2月5日畢業。 兒玉遙於2019年6月9日畢業。 植木南央於2019年7月31日畢業。 田中菜津美於2020年1月11日畢業。 森保圓於2021年5月29日畢業。 宮脇咲良於2021年6月19日畢業。 村重杏奈2021年12月27日畢業。 熊澤世莉奈於2022年4月3日畢業。 松岡菜摘於2022年9月4日畢業。 下野由貴於2022年12年10日畢業。 本村碧唯於2023年7月23日畢業。 |        |        |        |
| 3月4日   | 田中菜津美 | 1期       | H        | 田中菜津美為HKT48及姊妹組合最年少的升格者（11歳207日） 古森結衣、菅本裕子、谷口愛理在2012年8月18日請辭（升格成员中首位請辭成員）。 植木南央、熊澤世莉奈、下野由貴、宮脇咲良、村重杏奈、本村碧唯、森保圆在2014年4月23日异动至Team KIV。 中西智代梨在2014年4月23日移籍至AKB48。 穴井千尋於2016年8月1日畢業。 若田部遙於2017年2月5日畢業。 兒玉遙於2019年6月9日畢業。 植木南央於2019年7月31日畢業。 田中菜津美於2020年1月11日畢業。 森保圓於2021年5月29日畢業。 宮脇咲良於2021年6月19日畢業。 村重杏奈2021年12月27日畢業。 熊澤世莉奈於2022年4月3日畢業。 松岡菜摘於2022年9月4日畢業。 下野由貴於2022年12年10日畢業。 本村碧唯於2023年7月23日畢業。 |        |        |        |
| 3月4日   | 谷口愛理   | 1期       | H        | 田中菜津美為HKT48及姊妹組合最年少的升格者（11歳207日） 古森結衣、菅本裕子、谷口愛理在2012年8月18日請辭（升格成员中首位請辭成員）。 植木南央、熊澤世莉奈、下野由貴、宮脇咲良、村重杏奈、本村碧唯、森保圆在2014年4月23日异动至Team KIV。 中西智代梨在2014年4月23日移籍至AKB48。 穴井千尋於2016年8月1日畢業。 若田部遙於2017年2月5日畢業。 兒玉遙於2019年6月9日畢業。 植木南央於2019年7月31日畢業。 田中菜津美於2020年1月11日畢業。 森保圓於2021年5月29日畢業。 宮脇咲良於2021年6月19日畢業。 村重杏奈2021年12月27日畢業。 熊澤世莉奈於2022年4月3日畢業。 松岡菜摘於2022年9月4日畢業。 下野由貴於2022年12年10日畢業。 本村碧唯於2023年7月23日畢業。 |        |        |        |
| 3月4日   | 中西智代梨 | 1期       | H        | 田中菜津美為HKT48及姊妹組合最年少的升格者（11歳207日） 古森結衣、菅本裕子、谷口愛理在2012年8月18日請辭（升格成员中首位請辭成員）。 植木南央、熊澤世莉奈、下野由貴、宮脇咲良、村重杏奈、本村碧唯、森保圆在2014年4月23日异动至Team KIV。 中西智代梨在2014年4月23日移籍至AKB48。 穴井千尋於2016年8月1日畢業。 若田部遙於2017年2月5日畢業。 兒玉遙於2019年6月9日畢業。 植木南央於2019年7月31日畢業。 田中菜津美於2020年1月11日畢業。 森保圓於2021年5月29日畢業。 宮脇咲良於2021年6月19日畢業。 村重杏奈2021年12月27日畢業。 熊澤世莉奈於2022年4月3日畢業。 松岡菜摘於2022年9月4日畢業。 下野由貴於2022年12年10日畢業。 本村碧唯於2023年7月23日畢業。 |        |        |        |
| 3月4日   | 松岡菜摘   | 1期       | H        | 田中菜津美為HKT48及姊妹組合最年少的升格者（11歳207日） 古森結衣、菅本裕子、谷口愛理在2012年8月18日請辭（升格成员中首位請辭成員）。 植木南央、熊澤世莉奈、下野由貴、宮脇咲良、村重杏奈、本村碧唯、森保圆在2014年4月23日异动至Team KIV。 中西智代梨在2014年4月23日移籍至AKB48。 穴井千尋於2016年8月1日畢業。 若田部遙於2017年2月5日畢業。 兒玉遙於2019年6月9日畢業。 植木南央於2019年7月31日畢業。 田中菜津美於2020年1月11日畢業。 森保圓於2021年5月29日畢業。 宮脇咲良於2021年6月19日畢業。 村重杏奈2021年12月27日畢業。 熊澤世莉奈於2022年4月3日畢業。 松岡菜摘於2022年9月4日畢業。 下野由貴於2022年12年10日畢業。 本村碧唯於2023年7月23日畢業。 |        |        |        |
| 3月4日   | 宮脇咲良   | 1期       | H        | 田中菜津美為HKT48及姊妹組合最年少的升格者（11歳207日） 古森結衣、菅本裕子、谷口愛理在2012年8月18日請辭（升格成员中首位請辭成員）。 植木南央、熊澤世莉奈、下野由貴、宮脇咲良、村重杏奈、本村碧唯、森保圆在2014年4月23日异动至Team KIV。 中西智代梨在2014年4月23日移籍至AKB48。 穴井千尋於2016年8月1日畢業。 若田部遙於2017年2月5日畢業。 兒玉遙於2019年6月9日畢業。 植木南央於2019年7月31日畢業。 田中菜津美於2020年1月11日畢業。 森保圓於2021年5月29日畢業。 宮脇咲良於2021年6月19日畢業。 村重杏奈2021年12月27日畢業。 熊澤世莉奈於2022年4月3日畢業。 松岡菜摘於2022年9月4日畢業。 下野由貴於2022年12年10日畢業。 本村碧唯於2023年7月23日畢業。 |        |        |        |
| 3月4日   | 村重杏奈   | 1期       | H        | 田中菜津美為HKT48及姊妹組合最年少的升格者（11歳207日） 古森結衣、菅本裕子、谷口愛理在2012年8月18日請辭（升格成员中首位請辭成員）。 植木南央、熊澤世莉奈、下野由貴、宮脇咲良、村重杏奈、本村碧唯、森保圆在2014年4月23日异动至Team KIV。 中西智代梨在2014年4月23日移籍至AKB48。 穴井千尋於2016年8月1日畢業。 若田部遙於2017年2月5日畢業。 兒玉遙於2019年6月9日畢業。 植木南央於2019年7月31日畢業。 田中菜津美於2020年1月11日畢業。 森保圓於2021年5月29日畢業。 宮脇咲良於2021年6月19日畢業。 村重杏奈2021年12月27日畢業。 熊澤世莉奈於2022年4月3日畢業。 松岡菜摘於2022年9月4日畢業。 下野由貴於2022年12年10日畢業。 本村碧唯於2023年7月23日畢業。 |        |        |        |
| 3月4日   | 本村碧唯   | 1期       | H        | 田中菜津美為HKT48及姊妹組合最年少的升格者（11歳207日） 古森結衣、菅本裕子、谷口愛理在2012年8月18日請辭（升格成员中首位請辭成員）。 植木南央、熊澤世莉奈、下野由貴、宮脇咲良、村重杏奈、本村碧唯、森保圆在2014年4月23日异动至Team KIV。 中西智代梨在2014年4月23日移籍至AKB48。 穴井千尋於2016年8月1日畢業。 若田部遙於2017年2月5日畢業。 兒玉遙於2019年6月9日畢業。 植木南央於2019年7月31日畢業。 田中菜津美於2020年1月11日畢業。 森保圓於2021年5月29日畢業。 宮脇咲良於2021年6月19日畢業。 村重杏奈2021年12月27日畢業。 熊澤世莉奈於2022年4月3日畢業。 松岡菜摘於2022年9月4日畢業。 下野由貴於2022年12年10日畢業。 本村碧唯於2023年7月23日畢業。 |        |        |        |
| 3月4日   | 森保圆     | 1期       | H        | 田中菜津美為HKT48及姊妹組合最年少的升格者（11歳207日） 古森結衣、菅本裕子、谷口愛理在2012年8月18日請辭（升格成员中首位請辭成員）。 植木南央、熊澤世莉奈、下野由貴、宮脇咲良、村重杏奈、本村碧唯、森保圆在2014年4月23日异动至Team KIV。 中西智代梨在2014年4月23日移籍至AKB48。 穴井千尋於2016年8月1日畢業。 若田部遙於2017年2月5日畢業。 兒玉遙於2019年6月9日畢業。 植木南央於2019年7月31日畢業。 田中菜津美於2020年1月11日畢業。 森保圓於2021年5月29日畢業。 宮脇咲良於2021年6月19日畢業。 村重杏奈2021年12月27日畢業。 熊澤世莉奈於2022年4月3日畢業。 松岡菜摘於2022年9月4日畢業。 下野由貴於2022年12年10日畢業。 本村碧唯於2023年7月23日畢業。 |        |        |        |
| 3月4日   | 若田部遥   | 1期       | H        | 田中菜津美為HKT48及姊妹組合最年少的升格者（11歳207日） 古森結衣、菅本裕子、谷口愛理在2012年8月18日請辭（升格成员中首位請辭成員）。 植木南央、熊澤世莉奈、下野由貴、宮脇咲良、村重杏奈、本村碧唯、森保圆在2014年4月23日异动至Team KIV。 中西智代梨在2014年4月23日移籍至AKB48。 穴井千尋於2016年8月1日畢業。 若田部遙於2017年2月5日畢業。 兒玉遙於2019年6月9日畢業。 植木南央於2019年7月31日畢業。 田中菜津美於2020年1月11日畢業。 森保圓於2021年5月29日畢業。 宮脇咲良於2021年6月19日畢業。 村重杏奈2021年12月27日畢業。 熊澤世莉奈於2022年4月3日畢業。 松岡菜摘於2022年9月4日畢業。 下野由貴於2022年12年10日畢業。 本村碧唯於2023年7月23日畢業。 |        |        |        |
| 2014年   |            |           |          | |        |        |        |
| 1月11日  | 秋吉優花   | 2期       | H        | 進入所屬队伍的正式日期為新編組實行的4月23日。 坂口理子刷新了隊伍中最年長的升格者記錄（19歳169日） 今田美奈是Team H成立時未升格的1期生中第1個升格的。 谷真理佳于4月23日移籍至SKE48。 後藤泉于2015年10月31日畢業。 梅本泉於2015年12月31日畢業（Team H首位畢業成員）。 岡田栞奈於2016年3月22日畢業。 岡本尚子於2017年5月8日畢業。 井上由莉耶於2017年6月12日畢業。 田中優香於2018年2月27日畢業。 山田麻莉奈於2018年4月19日畢業。 冨吉明日香於2019年3月30日畢業。 駒田京伽於2019年6月17日畢業。 朝長美櫻於2020年1月15日畢業。 田島芽瑠於2022年4月3日畢業。 今田美奈於2022年4月4日畢業。 神志那結衣於2022年9月4日畢業。 坂口理子於2022年12月5日畢業。  |        |        |        |
| 1月11日  | 井上由莉耶 | 2期       | H        | 進入所屬队伍的正式日期為新編組實行的4月23日。 坂口理子刷新了隊伍中最年長的升格者記錄（19歳169日） 今田美奈是Team H成立時未升格的1期生中第1個升格的。 谷真理佳于4月23日移籍至SKE48。 後藤泉于2015年10月31日畢業。 梅本泉於2015年12月31日畢業（Team H首位畢業成員）。 岡田栞奈於2016年3月22日畢業。 岡本尚子於2017年5月8日畢業。 井上由莉耶於2017年6月12日畢業。 田中優香於2018年2月27日畢業。 山田麻莉奈於2018年4月19日畢業。 冨吉明日香於2019年3月30日畢業。 駒田京伽於2019年6月17日畢業。 朝長美櫻於2020年1月15日畢業。 田島芽瑠於2022年4月3日畢業。 今田美奈於2022年4月4日畢業。 神志那結衣於2022年9月4日畢業。 坂口理子於2022年12月5日畢業。  |        |        |        |
| 1月11日  | 梅本泉     | 2期       | H        | 進入所屬队伍的正式日期為新編組實行的4月23日。 坂口理子刷新了隊伍中最年長的升格者記錄（19歳169日） 今田美奈是Team H成立時未升格的1期生中第1個升格的。 谷真理佳于4月23日移籍至SKE48。 後藤泉于2015年10月31日畢業。 梅本泉於2015年12月31日畢業（Team H首位畢業成員）。 岡田栞奈於2016年3月22日畢業。 岡本尚子於2017年5月8日畢業。 井上由莉耶於2017年6月12日畢業。 田中優香於2018年2月27日畢業。 山田麻莉奈於2018年4月19日畢業。 冨吉明日香於2019年3月30日畢業。 駒田京伽於2019年6月17日畢業。 朝長美櫻於2020年1月15日畢業。 田島芽瑠於2022年4月3日畢業。 今田美奈於2022年4月4日畢業。 神志那結衣於2022年9月4日畢業。 坂口理子於2022年12月5日畢業。  |        |        |        |
| 1月11日  | 岡本尚子   | 2期       | H        | 進入所屬队伍的正式日期為新編組實行的4月23日。 坂口理子刷新了隊伍中最年長的升格者記錄（19歳169日） 今田美奈是Team H成立時未升格的1期生中第1個升格的。 谷真理佳于4月23日移籍至SKE48。 後藤泉于2015年10月31日畢業。 梅本泉於2015年12月31日畢業（Team H首位畢業成員）。 岡田栞奈於2016年3月22日畢業。 岡本尚子於2017年5月8日畢業。 井上由莉耶於2017年6月12日畢業。 田中優香於2018年2月27日畢業。 山田麻莉奈於2018年4月19日畢業。 冨吉明日香於2019年3月30日畢業。 駒田京伽於2019年6月17日畢業。 朝長美櫻於2020年1月15日畢業。 田島芽瑠於2022年4月3日畢業。 今田美奈於2022年4月4日畢業。 神志那結衣於2022年9月4日畢業。 坂口理子於2022年12月5日畢業。  |        |        |        |
| 1月11日  | 神志那結衣 | 2期       | H        | 進入所屬队伍的正式日期為新編組實行的4月23日。 坂口理子刷新了隊伍中最年長的升格者記錄（19歳169日） 今田美奈是Team H成立時未升格的1期生中第1個升格的。 谷真理佳于4月23日移籍至SKE48。 後藤泉于2015年10月31日畢業。 梅本泉於2015年12月31日畢業（Team H首位畢業成員）。 岡田栞奈於2016年3月22日畢業。 岡本尚子於2017年5月8日畢業。 井上由莉耶於2017年6月12日畢業。 田中優香於2018年2月27日畢業。 山田麻莉奈於2018年4月19日畢業。 冨吉明日香於2019年3月30日畢業。 駒田京伽於2019年6月17日畢業。 朝長美櫻於2020年1月15日畢業。 田島芽瑠於2022年4月3日畢業。 今田美奈於2022年4月4日畢業。 神志那結衣於2022年9月4日畢業。 坂口理子於2022年12月5日畢業。  |        |        |        |
| 1月11日  | 駒田京伽   | 2期       | H        | 進入所屬队伍的正式日期為新編組實行的4月23日。 坂口理子刷新了隊伍中最年長的升格者記錄（19歳169日） 今田美奈是Team H成立時未升格的1期生中第1個升格的。 谷真理佳于4月23日移籍至SKE48。 後藤泉于2015年10月31日畢業。 梅本泉於2015年12月31日畢業（Team H首位畢業成員）。 岡田栞奈於2016年3月22日畢業。 岡本尚子於2017年5月8日畢業。 井上由莉耶於2017年6月12日畢業。 田中優香於2018年2月27日畢業。 山田麻莉奈於2018年4月19日畢業。 冨吉明日香於2019年3月30日畢業。 駒田京伽於2019年6月17日畢業。 朝長美櫻於2020年1月15日畢業。 田島芽瑠於2022年4月3日畢業。 今田美奈於2022年4月4日畢業。 神志那結衣於2022年9月4日畢業。 坂口理子於2022年12月5日畢業。  |        |        |        |
| 1月11日  | 坂口理子   | 2期       | H        | 進入所屬队伍的正式日期為新編組實行的4月23日。 坂口理子刷新了隊伍中最年長的升格者記錄（19歳169日） 今田美奈是Team H成立時未升格的1期生中第1個升格的。 谷真理佳于4月23日移籍至SKE48。 後藤泉于2015年10月31日畢業。 梅本泉於2015年12月31日畢業（Team H首位畢業成員）。 岡田栞奈於2016年3月22日畢業。 岡本尚子於2017年5月8日畢業。 井上由莉耶於2017年6月12日畢業。 田中優香於2018年2月27日畢業。 山田麻莉奈於2018年4月19日畢業。 冨吉明日香於2019年3月30日畢業。 駒田京伽於2019年6月17日畢業。 朝長美櫻於2020年1月15日畢業。 田島芽瑠於2022年4月3日畢業。 今田美奈於2022年4月4日畢業。 神志那結衣於2022年9月4日畢業。 坂口理子於2022年12月5日畢業。  |        |        |        |
| 1月11日  | 田島芽瑠   | 2期       | H        | 進入所屬队伍的正式日期為新編組實行的4月23日。 坂口理子刷新了隊伍中最年長的升格者記錄（19歳169日） 今田美奈是Team H成立時未升格的1期生中第1個升格的。 谷真理佳于4月23日移籍至SKE48。 後藤泉于2015年10月31日畢業。 梅本泉於2015年12月31日畢業（Team H首位畢業成員）。 岡田栞奈於2016年3月22日畢業。 岡本尚子於2017年5月8日畢業。 井上由莉耶於2017年6月12日畢業。 田中優香於2018年2月27日畢業。 山田麻莉奈於2018年4月19日畢業。 冨吉明日香於2019年3月30日畢業。 駒田京伽於2019年6月17日畢業。 朝長美櫻於2020年1月15日畢業。 田島芽瑠於2022年4月3日畢業。 今田美奈於2022年4月4日畢業。 神志那結衣於2022年9月4日畢業。 坂口理子於2022年12月5日畢業。  |        |        |        |
| 1月11日  | 山田麻莉奈 | 2期       | H        | 進入所屬队伍的正式日期為新編組實行的4月23日。 坂口理子刷新了隊伍中最年長的升格者記錄（19歳169日） 今田美奈是Team H成立時未升格的1期生中第1個升格的。 谷真理佳于4月23日移籍至SKE48。 後藤泉于2015年10月31日畢業。 梅本泉於2015年12月31日畢業（Team H首位畢業成員）。 岡田栞奈於2016年3月22日畢業。 岡本尚子於2017年5月8日畢業。 井上由莉耶於2017年6月12日畢業。 田中優香於2018年2月27日畢業。 山田麻莉奈於2018年4月19日畢業。 冨吉明日香於2019年3月30日畢業。 駒田京伽於2019年6月17日畢業。 朝長美櫻於2020年1月15日畢業。 田島芽瑠於2022年4月3日畢業。 今田美奈於2022年4月4日畢業。 神志那結衣於2022年9月4日畢業。 坂口理子於2022年12月5日畢業。  |        |        |        |
| 1月11日  | 今田美奈   | 1期       | KIV      | 進入所屬队伍的正式日期為新編組實行的4月23日。 坂口理子刷新了隊伍中最年長的升格者記錄（19歳169日） 今田美奈是Team H成立時未升格的1期生中第1個升格的。 谷真理佳于4月23日移籍至SKE48。 後藤泉于2015年10月31日畢業。 梅本泉於2015年12月31日畢業（Team H首位畢業成員）。 岡田栞奈於2016年3月22日畢業。 岡本尚子於2017年5月8日畢業。 井上由莉耶於2017年6月12日畢業。 田中優香於2018年2月27日畢業。 山田麻莉奈於2018年4月19日畢業。 冨吉明日香於2019年3月30日畢業。 駒田京伽於2019年6月17日畢業。 朝長美櫻於2020年1月15日畢業。 田島芽瑠於2022年4月3日畢業。 今田美奈於2022年4月4日畢業。 神志那結衣於2022年9月4日畢業。 坂口理子於2022年12月5日畢業。  |        |        |        |
| 1月11日  | 岡田栞奈   | 2期       | KIV      | 進入所屬队伍的正式日期為新編組實行的4月23日。 坂口理子刷新了隊伍中最年長的升格者記錄（19歳169日） 今田美奈是Team H成立時未升格的1期生中第1個升格的。 谷真理佳于4月23日移籍至SKE48。 後藤泉于2015年10月31日畢業。 梅本泉於2015年12月31日畢業（Team H首位畢業成員）。 岡田栞奈於2016年3月22日畢業。 岡本尚子於2017年5月8日畢業。 井上由莉耶於2017年6月12日畢業。 田中優香於2018年2月27日畢業。 山田麻莉奈於2018年4月19日畢業。 冨吉明日香於2019年3月30日畢業。 駒田京伽於2019年6月17日畢業。 朝長美櫻於2020年1月15日畢業。 田島芽瑠於2022年4月3日畢業。 今田美奈於2022年4月4日畢業。 神志那結衣於2022年9月4日畢業。 坂口理子於2022年12月5日畢業。  |        |        |        |
| 1月11日  | 後藤泉     | 2期       | KIV      | 進入所屬队伍的正式日期為新編組實行的4月23日。 坂口理子刷新了隊伍中最年長的升格者記錄（19歳169日） 今田美奈是Team H成立時未升格的1期生中第1個升格的。 谷真理佳于4月23日移籍至SKE48。 後藤泉于2015年10月31日畢業。 梅本泉於2015年12月31日畢業（Team H首位畢業成員）。 岡田栞奈於2016年3月22日畢業。 岡本尚子於2017年5月8日畢業。 井上由莉耶於2017年6月12日畢業。 田中優香於2018年2月27日畢業。 山田麻莉奈於2018年4月19日畢業。 冨吉明日香於2019年3月30日畢業。 駒田京伽於2019年6月17日畢業。 朝長美櫻於2020年1月15日畢業。 田島芽瑠於2022年4月3日畢業。 今田美奈於2022年4月4日畢業。 神志那結衣於2022年9月4日畢業。 坂口理子於2022年12月5日畢業。  |        |        |        |
| 1月11日  | 田中優香   | 2期       | KIV      | 進入所屬队伍的正式日期為新編組實行的4月23日。 坂口理子刷新了隊伍中最年長的升格者記錄（19歳169日） 今田美奈是Team H成立時未升格的1期生中第1個升格的。 谷真理佳于4月23日移籍至SKE48。 後藤泉于2015年10月31日畢業。 梅本泉於2015年12月31日畢業（Team H首位畢業成員）。 岡田栞奈於2016年3月22日畢業。 岡本尚子於2017年5月8日畢業。 井上由莉耶於2017年6月12日畢業。 田中優香於2018年2月27日畢業。 山田麻莉奈於2018年4月19日畢業。 冨吉明日香於2019年3月30日畢業。 駒田京伽於2019年6月17日畢業。 朝長美櫻於2020年1月15日畢業。 田島芽瑠於2022年4月3日畢業。 今田美奈於2022年4月4日畢業。 神志那結衣於2022年9月4日畢業。 坂口理子於2022年12月5日畢業。  |        |        |        |
| 1月11日  | 谷真理佳   | 2期       | KIV      | 進入所屬队伍的正式日期為新編組實行的4月23日。 坂口理子刷新了隊伍中最年長的升格者記錄（19歳169日） 今田美奈是Team H成立時未升格的1期生中第1個升格的。 谷真理佳于4月23日移籍至SKE48。 後藤泉于2015年10月31日畢業。 梅本泉於2015年12月31日畢業（Team H首位畢業成員）。 岡田栞奈於2016年3月22日畢業。 岡本尚子於2017年5月8日畢業。 井上由莉耶於2017年6月12日畢業。 田中優香於2018年2月27日畢業。 山田麻莉奈於2018年4月19日畢業。 冨吉明日香於2019年3月30日畢業。 駒田京伽於2019年6月17日畢業。 朝長美櫻於2020年1月15日畢業。 田島芽瑠於2022年4月3日畢業。 今田美奈於2022年4月4日畢業。 神志那結衣於2022年9月4日畢業。 坂口理子於2022年12月5日畢業。  |        |        |        |
| 1月11日  | 冨吉明日香 | 2期       | KIV      | 進入所屬队伍的正式日期為新編組實行的4月23日。 坂口理子刷新了隊伍中最年長的升格者記錄（19歳169日） 今田美奈是Team H成立時未升格的1期生中第1個升格的。 谷真理佳于4月23日移籍至SKE48。 後藤泉于2015年10月31日畢業。 梅本泉於2015年12月31日畢業（Team H首位畢業成員）。 岡田栞奈於2016年3月22日畢業。 岡本尚子於2017年5月8日畢業。 井上由莉耶於2017年6月12日畢業。 田中優香於2018年2月27日畢業。 山田麻莉奈於2018年4月19日畢業。 冨吉明日香於2019年3月30日畢業。 駒田京伽於2019年6月17日畢業。 朝長美櫻於2020年1月15日畢業。 田島芽瑠於2022年4月3日畢業。 今田美奈於2022年4月4日畢業。 神志那結衣於2022年9月4日畢業。 坂口理子於2022年12月5日畢業。  |        |        |        |
| 1月11日  | 朝長美樱   | 2期       | KIV      | 進入所屬队伍的正式日期為新編組實行的4月23日。 坂口理子刷新了隊伍中最年長的升格者記錄（19歳169日） 今田美奈是Team H成立時未升格的1期生中第1個升格的。 谷真理佳于4月23日移籍至SKE48。 後藤泉于2015年10月31日畢業。 梅本泉於2015年12月31日畢業（Team H首位畢業成員）。 岡田栞奈於2016年3月22日畢業。 岡本尚子於2017年5月8日畢業。 井上由莉耶於2017年6月12日畢業。 田中優香於2018年2月27日畢業。 山田麻莉奈於2018年4月19日畢業。 冨吉明日香於2019年3月30日畢業。 駒田京伽於2019年6月17日畢業。 朝長美櫻於2020年1月15日畢業。 田島芽瑠於2022年4月3日畢業。 今田美奈於2022年4月4日畢業。 神志那結衣於2022年9月4日畢業。 坂口理子於2022年12月5日畢業。  |        |        |        |
| 1月11日  | 渕上舞     | 2期       | KIV      | 進入所屬队伍的正式日期為新編組實行的4月23日。 坂口理子刷新了隊伍中最年長的升格者記錄（19歳169日） 今田美奈是Team H成立時未升格的1期生中第1個升格的。 谷真理佳于4月23日移籍至SKE48。 後藤泉于2015年10月31日畢業。 梅本泉於2015年12月31日畢業（Team H首位畢業成員）。 岡田栞奈於2016年3月22日畢業。 岡本尚子於2017年5月8日畢業。 井上由莉耶於2017年6月12日畢業。 田中優香於2018年2月27日畢業。 山田麻莉奈於2018年4月19日畢業。 冨吉明日香於2019年3月30日畢業。 駒田京伽於2019年6月17日畢業。 朝長美櫻於2020年1月15日畢業。 田島芽瑠於2022年4月3日畢業。 今田美奈於2022年4月4日畢業。 神志那結衣於2022年9月4日畢業。 坂口理子於2022年12月5日畢業。  |        |        |        |
| 2月24日  | 田中美久   | 3期       | H        | 進入所屬隊伍的正式日期為新編組實行的4月23日。 深川舞子為1期研究生最後的升格者 田中美久與矢吹奈子為3期生最先升格者。 草場愛于2015年4月30日畢業（Team KIV首位畢業成員）。 深川舞子於2020年2月22日畢業。 矢吹奈子於2023年4月1日畢業。 田中美久於2023年12月29日畢業。 |        |        |        |
| 2月24日  | 矢吹奈子   | 3期       | H        | 進入所屬隊伍的正式日期為新編組實行的4月23日。 深川舞子為1期研究生最後的升格者 田中美久與矢吹奈子為3期生最先升格者。 草場愛于2015年4月30日畢業（Team KIV首位畢業成員）。 深川舞子於2020年2月22日畢業。 矢吹奈子於2023年4月1日畢業。 田中美久於2023年12月29日畢業。 |        |        |        |
| 2月24日  | 深川舞子   | 1期       | KIV      | 進入所屬隊伍的正式日期為新編組實行的4月23日。 深川舞子為1期研究生最後的升格者 田中美久與矢吹奈子為3期生最先升格者。 草場愛于2015年4月30日畢業（Team KIV首位畢業成員）。 深川舞子於2020年2月22日畢業。 矢吹奈子於2023年4月1日畢業。 田中美久於2023年12月29日畢業。 |        |        |        |
| 2月24日  | 草場愛     | 2期       | KIV      | 進入所屬隊伍的正式日期為新編組實行的4月23日。 深川舞子為1期研究生最後的升格者 田中美久與矢吹奈子為3期生最先升格者。 草場愛于2015年4月30日畢業（Team KIV首位畢業成員）。 深川舞子於2020年2月22日畢業。 矢吹奈子於2023年4月1日畢業。 田中美久於2023年12月29日畢業。 |        |        |        |
| 3月21日  | 宇井真白   | 2期       | H        | 進入所屬隊伍的正式日期為新編組實行的4月23日。 至此2期研究生全部升格。 伊藤來笑於2016年2月29日畢業。 宇井真白於2018年3月21日畢業。 岩花詩乃於2019年6月21日畢業。 上野遙於2022年2月26日畢業。 |        |        |        |
| 3月21日  | 上野遥     | 2期       | H        | 進入所屬隊伍的正式日期為新編組實行的4月23日。 至此2期研究生全部升格。 伊藤來笑於2016年2月29日畢業。 宇井真白於2018年3月21日畢業。 岩花詩乃於2019年6月21日畢業。 上野遙於2022年2月26日畢業。 |        |        |        |
| 3月21日  | 伊藤来笑   | 2期       | KIV      | 進入所屬隊伍的正式日期為新編組實行的4月23日。 至此2期研究生全部升格。 伊藤來笑於2016年2月29日畢業。 宇井真白於2018年3月21日畢業。 岩花詩乃於2019年6月21日畢業。 上野遙於2022年2月26日畢業。 |        |        |        |
| 3月21日  | 岩花詩乃   | 2期       | KIV      | 進入所屬隊伍的正式日期為新編組實行的4月23日。 至此2期研究生全部升格。 伊藤來笑於2016年2月29日畢業。 宇井真白於2018年3月21日畢業。 岩花詩乃於2019年6月21日畢業。 上野遙於2022年2月26日畢業。 |        |        |        |
| 2016年   |            |           |          | |        |        |        |
| 3月30日  | 荒卷美咲   | 3期       | TII      | 3期生最後的升格者。 筒井莉子於2017年5月27日畢業。 外薗葉月於2022年12月17日畢業。 山下艾米麗於2024年7月21日畢業。 荒卷美咲於2024年12月27日畢業。 坂本愛玲菜於2025年4月27日畢業。 |        |        |        |
| 3月30日  | 栗原紗英   | 3期       | TII      | 3期生最後的升格者。 筒井莉子於2017年5月27日畢業。 外薗葉月於2022年12月17日畢業。 山下艾米麗於2024年7月21日畢業。 荒卷美咲於2024年12月27日畢業。 坂本愛玲菜於2025年4月27日畢業。 |        |        |        |
| 3月30日  | 坂本愛玲菜 | 3期       | TII      | 3期生最後的升格者。 筒井莉子於2017年5月27日畢業。 外薗葉月於2022年12月17日畢業。 山下艾米麗於2024年7月21日畢業。 荒卷美咲於2024年12月27日畢業。 坂本愛玲菜於2025年4月27日畢業。 |        |        |        |
| 3月30日  | 筒井莉子   | 3期       | TII      | 3期生最後的升格者。 筒井莉子於2017年5月27日畢業。 外薗葉月於2022年12月17日畢業。 山下艾米麗於2024年7月21日畢業。 荒卷美咲於2024年12月27日畢業。 坂本愛玲菜於2025年4月27日畢業。 |        |        |        |
| 3月30日  | 外薗葉月   | 3期       | TII      | 3期生最後的升格者。 筒井莉子於2017年5月27日畢業。 外薗葉月於2022年12月17日畢業。 山下艾米麗於2024年7月21日畢業。 荒卷美咲於2024年12月27日畢業。 坂本愛玲菜於2025年4月27日畢業。 |        |        |        |
| 3月30日  | 山内祐奈   | 3期       | TII      | 3期生最後的升格者。 筒井莉子於2017年5月27日畢業。 外薗葉月於2022年12月17日畢業。 山下艾米麗於2024年7月21日畢業。 荒卷美咲於2024年12月27日畢業。 坂本愛玲菜於2025年4月27日畢業。 |        |        |        |
| 3月30日  | 山下艾米丽 | 3期       | TII      | 3期生最後的升格者。 筒井莉子於2017年5月27日畢業。 外薗葉月於2022年12月17日畢業。 山下艾米麗於2024年7月21日畢業。 荒卷美咲於2024年12月27日畢業。 坂本愛玲菜於2025年4月27日畢業。 |        |        |        |
| 3月30日  | 今村麻莉愛 | 选秀2期   | TII      | 选秀2期生全員升格。 村川緋杏於2022年11月1日畢業。 松岡花於2024年9月28日畢業。 |        |        |        |
| 3月30日  | 松岡花     | 选秀2期   | TII      | 选秀2期生全員升格。 村川緋杏於2022年11月1日畢業。 松岡花於2024年9月28日畢業。 |        |        |        |
| 3月30日  | 村川緋杏   | 选秀2期   | TII      | 选秀2期生全員升格。 村川緋杏於2022年11月1日畢業。 松岡花於2024年9月28日畢業。 |        |        |        |
| 2017年   |            |           |          | |        |        |        |
| 11月26日 | 豐永阿紀   | 4期       | H        | 4期生全員昇格。 月足天音於2020年3月30日畢業。 清水梨央於2021年12月20日畢業。 松本日向於2022年6月27日畢業。 宮崎想乃於2022年12月26日畢業。 小田彩加於2023年8月8日畢業。 運上弘菜於2023年10月5日畢業。 武田智加於2023年10月20日畢業。 堺萌香於2024年5月11日畢業。 |        |        |        |
| 11月26日 | 運上弘菜   | 4期       | KIV      | 4期生全員昇格。 月足天音於2020年3月30日畢業。 清水梨央於2021年12月20日畢業。 松本日向於2022年6月27日畢業。 宮崎想乃於2022年12月26日畢業。 小田彩加於2023年8月8日畢業。 運上弘菜於2023年10月5日畢業。 武田智加於2023年10月20日畢業。 堺萌香於2024年5月11日畢業。 |        |        |        |
| 11月26日 | 地頭江音音 | 4期       | KIV      | 4期生全員昇格。 月足天音於2020年3月30日畢業。 清水梨央於2021年12月20日畢業。 松本日向於2022年6月27日畢業。 宮崎想乃於2022年12月26日畢業。 小田彩加於2023年8月8日畢業。 運上弘菜於2023年10月5日畢業。 武田智加於2023年10月20日畢業。 堺萌香於2024年5月11日畢業。 |        |        |        |
| 11月26日 | 小田彩加   | 4期       | TII      | 4期生全員昇格。 月足天音於2020年3月30日畢業。 清水梨央於2021年12月20日畢業。 松本日向於2022年6月27日畢業。 宮崎想乃於2022年12月26日畢業。 小田彩加於2023年8月8日畢業。 運上弘菜於2023年10月5日畢業。 武田智加於2023年10月20日畢業。 堺萌香於2024年5月11日畢業。 |        |        |        |
| 11月26日 | 堺萌香     | 4期       | TII      | 4期生全員昇格。 月足天音於2020年3月30日畢業。 清水梨央於2021年12月20日畢業。 松本日向於2022年6月27日畢業。 宮崎想乃於2022年12月26日畢業。 小田彩加於2023年8月8日畢業。 運上弘菜於2023年10月5日畢業。 武田智加於2023年10月20日畢業。 堺萌香於2024年5月11日畢業。 |        |        |        |
| 11月26日 | 清水梨央   | 4期       | TII      | 4期生全員昇格。 月足天音於2020年3月30日畢業。 清水梨央於2021年12月20日畢業。 松本日向於2022年6月27日畢業。 宮崎想乃於2022年12月26日畢業。 小田彩加於2023年8月8日畢業。 運上弘菜於2023年10月5日畢業。 武田智加於2023年10月20日畢業。 堺萌香於2024年5月11日畢業。 |        |        |        |
| 11月26日 | 武田智加   | 4期       | TII      | 4期生全員昇格。 月足天音於2020年3月30日畢業。 清水梨央於2021年12月20日畢業。 松本日向於2022年6月27日畢業。 宮崎想乃於2022年12月26日畢業。 小田彩加於2023年8月8日畢業。 運上弘菜於2023年10月5日畢業。 武田智加於2023年10月20日畢業。 堺萌香於2024年5月11日畢業。 |        |        |        |
| 11月26日 | 月足天音   | 4期       | TII      | 4期生全員昇格。 月足天音於2020年3月30日畢業。 清水梨央於2021年12月20日畢業。 松本日向於2022年6月27日畢業。 宮崎想乃於2022年12月26日畢業。 小田彩加於2023年8月8日畢業。 運上弘菜於2023年10月5日畢業。 武田智加於2023年10月20日畢業。 堺萌香於2024年5月11日畢業。 |        |        |        |
| 11月26日 | 松本日向   | 4期       | TII      | 4期生全員昇格。 月足天音於2020年3月30日畢業。 清水梨央於2021年12月20日畢業。 松本日向於2022年6月27日畢業。 宮崎想乃於2022年12月26日畢業。 小田彩加於2023年8月8日畢業。 運上弘菜於2023年10月5日畢業。 武田智加於2023年10月20日畢業。 堺萌香於2024年5月11日畢業。 |        |        |        |
| 11月26日 | 宮崎想乃   | 4期       | TII      | 4期生全員昇格。 月足天音於2020年3月30日畢業。 清水梨央於2021年12月20日畢業。 松本日向於2022年6月27日畢業。 宮崎想乃於2022年12月26日畢業。 小田彩加於2023年8月8日畢業。 運上弘菜於2023年10月5日畢業。 武田智加於2023年10月20日畢業。 堺萌香於2024年5月11日畢業。 |        |        |        |
| 2018年   |            |           |          | |        |        |        |
| 11月26日 | 伊藤優繪瑠 | 選秀3期   | H        | 選秀3期生全員昇格。 松田祐實於2018年12月27日請辭。 石安伊於2022年9月9日畢業。 渡部愛加里於2023年3月26日畢業。 馬場彩華於2023年7月9日畢業。 伊藤優繪瑠於2025年3月8日畢業。 |        |        |        |
| 11月26日 | 渡部愛加里 | 選秀3期   | H        | 選秀3期生全員昇格。 松田祐實於2018年12月27日請辭。 石安伊於2022年9月9日畢業。 渡部愛加里於2023年3月26日畢業。 馬場彩華於2023年7月9日畢業。 伊藤優繪瑠於2025年3月8日畢業。 |        |        |        |
| 11月26日 | 馬場彩華   | 選秀3期   | KIV      | 選秀3期生全員昇格。 松田祐實於2018年12月27日請辭。 石安伊於2022年9月9日畢業。 渡部愛加里於2023年3月26日畢業。 馬場彩華於2023年7月9日畢業。 伊藤優繪瑠於2025年3月8日畢業。 |        |        |        |
| 11月26日 | 石安伊     | 選秀3期   | TII      | 選秀3期生全員昇格。 松田祐實於2018年12月27日請辭。 石安伊於2022年9月9日畢業。 渡部愛加里於2023年3月26日畢業。 馬場彩華於2023年7月9日畢業。 伊藤優繪瑠於2025年3月8日畢業。 |        |        |        |
| 11月26日 | 松田祐實   | 選秀3期   | TII      | 選秀3期生全員昇格。 松田祐實於2018年12月27日請辭。 石安伊於2022年9月9日畢業。 渡部愛加里於2023年3月26日畢業。 馬場彩華於2023年7月9日畢業。 伊藤優繪瑠於2025年3月8日畢業。 |        |        |        |
| 2021年   |            |           |          | |        |        |        |
| 3月31日  | 上島楓     | 5期       | H        | 4月9日加入所屬隊伍。 四人為5期生中最先昇格者。 上島楓於2022年1月9日畢業。 水上凜巳花於2022年4月3日畢業。 |        |        |        |
| 3月31日  | 水上凜巳花 | 5期       | H        | 4月9日加入所屬隊伍。 四人為5期生中最先昇格者。 上島楓於2022年1月9日畢業。 水上凜巳花於2022年4月3日畢業。 |        |        |        |
| 3月31日  | 石橋颯     | 5期       | KIV      | 4月9日加入所屬隊伍。 四人為5期生中最先昇格者。 上島楓於2022年1月9日畢業。 水上凜巳花於2022年4月3日畢業。 |        |        |        |
| 3月31日  | 竹本胡桃   | 5期       | KIV      | 4月9日加入所屬隊伍。 四人為5期生中最先昇格者。 上島楓於2022年1月9日畢業。 水上凜巳花於2022年4月3日畢業。 |        |        |        |
| 12月29日 | 栗山梨奈   | 5期       | H        | 2022年1月13日加入所屬隊伍。 5期生中最后的昇格者。 村上和叶於於2023年3月26日畢業。 後藤陽菜乃於2023年7月9日畢業。 長野雅於2023年8月1日畢業。 川平聖於2025年3月22日畢業。 |        |        |        |
| 12月29日 | 坂本梨乃   | 5期       | H        | 2022年1月13日加入所屬隊伍。 5期生中最后的昇格者。 村上和叶於於2023年3月26日畢業。 後藤陽菜乃於2023年7月9日畢業。 長野雅於2023年8月1日畢業。 川平聖於2025年3月22日畢業。 |        |        |        |
| 12月29日 | 村上和叶   | 5期       | H        | 2022年1月13日加入所屬隊伍。 5期生中最后的昇格者。 村上和叶於於2023年3月26日畢業。 後藤陽菜乃於2023年7月9日畢業。 長野雅於2023年8月1日畢業。 川平聖於2025年3月22日畢業。 |        |        |        |
| 12月29日 | 市村愛里   | 5期       | KIV      | 2022年1月13日加入所屬隊伍。 5期生中最后的昇格者。 村上和叶於於2023年3月26日畢業。 後藤陽菜乃於2023年7月9日畢業。 長野雅於2023年8月1日畢業。 川平聖於2025年3月22日畢業。 |        |        |        |
| 12月29日 | 川平聖     | 5期       | KIV      | 2022年1月13日加入所屬隊伍。 5期生中最后的昇格者。 村上和叶於於2023年3月26日畢業。 後藤陽菜乃於2023年7月9日畢業。 長野雅於2023年8月1日畢業。 川平聖於2025年3月22日畢業。 |        |        |        |
| 12月29日 | 田中伊櫻莉 | 5期       | KIV      | 2022年1月13日加入所屬隊伍。 5期生中最后的昇格者。 村上和叶於於2023年3月26日畢業。 後藤陽菜乃於2023年7月9日畢業。 長野雅於2023年8月1日畢業。 川平聖於2025年3月22日畢業。 |        |        |        |
| 12月29日 | 長野雅     | 5期       | KIV      | 2022年1月13日加入所屬隊伍。 5期生中最后的昇格者。 村上和叶於於2023年3月26日畢業。 後藤陽菜乃於2023年7月9日畢業。 長野雅於2023年8月1日畢業。 川平聖於2025年3月22日畢業。 |        |        |        |
| 12月29日 | 後藤陽菜乃 | 5期       | TII      | 2022年1月13日加入所屬隊伍。 5期生中最后的昇格者。 村上和叶於於2023年3月26日畢業。 後藤陽菜乃於2023年7月9日畢業。 長野雅於2023年8月1日畢業。 川平聖於2025年3月22日畢業。 |        |        |        |
| 2022年   |            |           |          | |        |        |        |
| 10月16日 | 最上奈那華 | 6期       | H        | 6期生中最先宣布昇格者。2023年2月1日編入所屬隊伍 最上奈那華於2025年1月27日畢業。。 |        |        |        |
| 2023年   |            |           |          | |        |        |        |
| 7月17日  | 梁瀨鈴雅   | 6期       | H        | 8月2日加入所屬隊伍。 |        |        |        |
| 7月17日  | 井澤美優   | 6期       | KIV      | 8月2日加入所屬隊伍。 |        |        |        |
| 7月17日  | 江口心心華 | 6期       | KIV      | 8月2日加入所屬隊伍。 |        |        |        |
| 11月26日 | 生野莉奈   | 6期       | H        | 2024年1月5日加入所屬隊伍。 |        |        |        |
| 11月26日 | 北川陽彩   | 6期       | H        | 2024年1月5日加入所屬隊伍。 |        |        |        |
| 11月26日 | 澀井美奈   | 6期       | H        | 2024年1月5日加入所屬隊伍。 |        |        |        |
| 11月26日 | 大庭凜咲   | 6期       | KIV      | 2024年1月5日加入所屬隊伍。 |        |        |        |
| 11月26日 | 立花心良   | 6期       | KIV      | 2024年1月5日加入所屬隊伍。 |        |        |        |
| 11月26日 | 福井可憐   | 6期       | KIV      | 2024年1月5日加入所屬隊伍。 |        |        |        |
| 11月26日 | 森崎冴彩   | 6期       | KIV      | 2024年1月5日加入所屬隊伍。 |        |        |        |
| 2024年   |            |           |          | |        |        |        |
| 4月7日   | 藤野心葉   | 6期       | H        | 5月1日加入所屬隊伍。 |        |        |        |
| 4月7日   | 猪原絆愛   | 6期       | KIV      | 5月1日加入所屬隊伍。 |        |        |        |
| 4月7日   | 大内梨果   | 6期       | KIV      | 5月1日加入所屬隊伍。 |        |        |        |
| 6月23日  | 石松結菜   | 6期       | H        | 7月23日加入所屬隊伍。 |        |        |        |
| 6月23日  | 安井妃奈   | 6期       | KIV      | 7月23日加入所屬隊伍。 |        |        |        |

### 歷任各隊正副隊長
| Team H     | Team H       | Team KIV     | Team KIV     | Team TII     | Team TII     | 參考資料                         |
| 隊長       | 副隊長       | 隊長         | 副隊長       | 隊長         | 副隊長       |                                  |
| ---------- | ------------ | ------------ | ------------ | ------------ | ------------ | -------------------------------- |
| 穴井千尋   | （尚未設置） | （尚未設置） | （尚未設置） | （尚未設置） | （尚未設置） | Team H成立                       |
| 第一次組閣 |              |              |              |              |              |                                  |
| 穴井千尋   | 松岡菜摘     | 多田愛佳     | 宮脇咲良     | （尚未設置） | （尚未設置） | Team KIV成立，首次設立副隊長職位 |
| 穴井千尋   | 松岡菜摘     | 多田愛佳     | 宮脇咲良     | 山下艾米麗   | 外薗葉月     | Team TII成立                     |
| 松岡菜摘   | （懸缺）     | 多田愛佳     | 宮脇咲良     | 山下艾米麗   | 外薗葉月     | 穴井千尋畢業並指名松岡菜摘接任   |
| 松岡菜摘   | （懸缺）     | 本村碧唯     | 宮脇咲良     | 山下艾米麗   | 外薗葉月     | 多田愛佳畢業並指名本村碧唯接任   |
| 松岡菜摘   | （懸缺）     | 本村碧唯     | （懸缺）     | 山下艾米麗   | 外薗葉月     | 宮脇咲良暫停活動並專任IZ*ONE成員 |
| 豐永阿紀   | （懸缺）     | 本村碧唯     | （懸缺）     | 山下艾米麗   | 外薗葉月     | 松岡菜摘畢業並指名豐永阿紀接任   |
| 第二次組閣 |              |              |              |              |              |                                  |
| 豊永阿紀   | （懸缺）     | 松冈花       | （懸缺）     |              |              | Team TII解散                     |

## 唱片

### 单曲
| 序号                                | 发售日                              | 名称                                | Oricon                              | Oricon                              | Oricon                              | Oricon                              | Billboard JAPAN 銷量                | 发售形态                            | 唱片編號                                                        | 备注                                                  |
| 序号                                | 发售日                              | 名称                                | 最高 周榜 排名                      | 上榜次數                            | 首週銷量                            | 累積銷量                            | Billboard JAPAN 銷量                | 发售形态                            | 唱片編號                                                        | 备注                                                  |
| UNIVERSAL SIGMA（日本環球音樂）發行 | UNIVERSAL SIGMA（日本環球音樂）發行 | UNIVERSAL SIGMA（日本環球音樂）發行 | UNIVERSAL SIGMA（日本環球音樂）發行 | UNIVERSAL SIGMA（日本環球音樂）發行 | UNIVERSAL SIGMA（日本環球音樂）發行 | UNIVERSAL SIGMA（日本環球音樂）發行 | UNIVERSAL SIGMA（日本環球音樂）發行 | UNIVERSAL SIGMA（日本環球音樂）發行 | UNIVERSAL SIGMA（日本環球音樂）發行                             | UNIVERSAL SIGMA（日本環球音樂）發行                   |
| ----------------------------------- | ----------------------------------- | ----------------------------------- | ----------------------------------- | ----------------------------------- | ----------------------------------- | ----------------------------------- | ----------------------------------- | ----------------------------------- | --------------------------------------------------------------- | ----------------------------------------------------- |
| 1                                   | 2013年3月20日                       | 《喜歡！喜歡！小跳步！》 （スキ！スキ！スキップ！）       | 1                                   | 26                                  | 250,147張                           | 291,876張                           | 未运行                              | CD+DVD CD                           | UMCK-5417 UMCK-5418 UMCK-5419 PROS-5005                         | TYPE-A TYPE-B TYPE-C 剧场版                           |
| 2                                   | 2013年9月4日                        | 《甜瓜汁》 （メロンジュース）                     | 1                                   | 22                                  | 268,897張                           | 306,014張                           | 未运行                              | CD+DVD CD                           | UMCK-5444 UMCK-5445 UMCK-5446 PROS-5006                         | TYPE-A TYPE-B TYPE-C 剧场版                           |
| 3                                   | 2014年3月12日                       | 《櫻花，大家一起來品嚐》 （桜、みんなで食べた）       | 1                                   | 25                                  | 276,799張                           | 331,015張                           | 未运行                              | CD+DVD CD                           | UMCK-5462 UMCK-5463 UMCK-5464 PROS-5007                         | TYPE-A TYPE-B TYPE-C 剧场版                           |
| 4                                   | 2014年9月24日                       | 《有所保留的我愛你！》 （控えめ I love you！）         | 1                                   | 22                                  | 277,534張                           | 318,533張                           | 未运行                              | CD+DVD CD                           | UMCK-5486 UMCK-5487 UMCK-5488 PROS-5009                         | TYPE-A TYPE-B TYPE-C 劇場版                           |
| 5                                   | 2015年4月22日                       | 《12秒》                            | 1                                   | 25                                  | 277,916張                           | 337,237張                           | 未运行                              | CD+DVD CD                           | UMCK-5561 UMCK-5562 UMCK-5563 PROS-5010                         | TYPE-A TYPE-B TYPE-C 劇場版                           |
| EMI RECORDS（日本環球音樂）發行     |                                     |                                     |                                     |                                     |                                     |                                     |                                     |                                     |                                                                 |                                                       |
| 6                                   | 2015年11月25日                      | 《吵死了！》 （しぇからしか！）                   | 1                                   | 22                                  | 280,567張                           | 345,413張                           | 未运行                              | CD+DVD CD                           | UPCH-89247 UPCH-89248 UPCH-89249 PRON-5008                      | TYPE-A TYPE-B TYPE-C 劇場版                           |
| 7                                   | 2016年4月13日                       | 《給74億分之1的你》 （74億分の1の君へ）            | 1                                   | 14                                  | 238,828張                           | 305,137張                           | 379,439張                           | CD+DVD CD                           | UPCH-80428 UPCH-80429 UPCH-80430 PRON-5009                      | TYPE-A TYPE-B TYPE-C 劇場盤                           |
| 8                                   | 2016年9月7日                        | 《最棒了唷》 （最高かよ）                   | 1                                   | 22                                  | 269,907張                           | 345,267張                           | 427,908張                           | CD+DVD CD                           | UPCH-80442 UPCH-80443 UPCH-80444 PRON-5012                      | TYPE-A TYPE-B TYPE-C 劇場盤                           |
| 9                                   | 2017年2月15日                       | 《BUG也無妨》 （バグっていいじゃん）                  | 1                                   | 24                                  | 210,070張                           | 274,545張                           | 404,163張                           | CD+DVD CD                           | UPCH-80461 UPCH-80462 UPCH-80463 PRON-5015                      | TYPE-A TYPE-B TYPE-C 劇場盤                           |
| 10                                  | 2017年8月2日                        | 《接吻真的只能慢慢來嗎？》 （キスは待つしかないのでしょうか?）     | 1                                   | 18                                  | 199,504張                           | 260,757張                           | 376,374張                           | CD+DVD CD                           | UPCH-89353 UPCH-89354 UPCH-89355 PRON-5022                      | TYPE-A TYPE-B TYPE-C 劇場盤                           |
| 11                                  | 2018年5月2日                        | 《快進的日曆》 （早送りカレンダー）                 | 1                                   | 23                                  | 165,176張                           | 272,811張                           | 296,470張                           | CD+DVD CD                           | UPCH-80490 UPCH-80491 UPCH-80492 PRON-5026                      | TYPE-A TYPE-B TYPE-C 劇場盤                           |
| 12                                  | 2019年4月10日                       | 《意志》 （意志）                       | 1                                   | 1                                   | 197,846張                           | 197,846張                           | 367,963張                           | CD+DVD CD                           | UPCH-80506 UPCH-80507 UPCH-80508 PRON-5028                      | TYPE-A TYPE-B TYPE-C 劇場盤                           |
| 13                                  | 2020年4月22日                       | 《3-2》                             | 1                                   | 1                                   | 161,785張                           | -                                   | 196,610張                           | CD+DVD CD                           | UPCH-80539 UPCH-80540 PRON-5085                                 | TYPE-A TYPE-B 劇場盤                                  |
| 14                                  | 2021年5月12日                       | 《想和你一起去某個地方》 （君とどこかへ行きたい）       | 2                                   | 1                                   | 141,792張                           | 張                                  | 233,264張                           | CD+DVD CD                           | UPCH-80553 UPCH-80554 UPCH-80555 UPCH-80556 PRON-5087 PRON-5088 | TYPE-A TYPE-B TYPE-C TYPE-D 劇場盤TYPE-A 劇場盤TYPE-B |
| 15                                  | 2022年6月22日                       | 《沙灘涼鞋為何不見了?》 （ビーサンはなぜなくなるのか?）        | 1                                   | 1                                   | 127,000張                           | 張                                  | 280,736張                           | CD+DVD CD                           | UPCH-80575 UPCH-80576 UPCH-89473 PRON-5098                      | TYPE-A TYPE-B 生产限定Special Prize盘 劇場盤          |
| 16                                  | 2023年2月8日                        | 《你能做得更多》 （君はもっとできる）               | 2                                   | 1                                   | 128,591張                           | 張                                  | 289,456張                           | CD+DVD CD                           | UPCH-80586 UPCH-80587 PRON-5103                                 | TYPE-A TYPE-B 劇場盤                                  |
| 17                                  | 2023年12月20日                      | 《套個桶子吧！》 （バケツを被れ!）               | 2                                   | 1                                   | 121,607張                           | 張                                  | 242,622張                           | CD+DVD CD                           | UPCH-80605 UPCH-80606 PRON-5110                                 | TYPE-A TYPE-B 劇場盤                                  |
| 18                                  | 2024年9月11日                       | 《終於能擔心你了》 （僕はやっと君を心配できる）             | 3                                   |                                     | 95,053張                            | 張                                  | 314,523張                           | CD+DVD CD                           | UPCH-80617 UPCH-80618 PRON-5114                                 | TYPE-A TYPE-B 劇場盤                                  |
| 19                                  | 2025年7月23日                       | 《半袖天使》 （）                   |                                     |                                     | 張                                  | 張                                  | 張                                  | CD+DVD CD                           | UPCH-80627 UPCH-80628 PRON-5119                                 | TYPE-A TYPE-B 劇場盤                                  |

### 專輯
| 序號                            | 發售日                          | 名稱                            | Oricon                          | Oricon                          | Oricon                          | Oricon                          | Billboard JAPAN 銷量            | 發售形態                        | 唱片編號 | 備註 |
| 序號                            | 發售日                          | 名稱                            | 最高 周榜 排名                  | 上榜次數                        | 首週銷量                        | 累積銷量                        | Billboard JAPAN 銷量            | 發售形態                        | 唱片編號 | 備註 |
| EMI RECORDS（日本環球音樂）發行 | EMI RECORDS（日本環球音樂）發行 | EMI RECORDS（日本環球音樂）發行 | EMI RECORDS（日本環球音樂）發行 | EMI RECORDS（日本環球音樂）發行 | EMI RECORDS（日本環球音樂）發行 | EMI RECORDS（日本環球音樂）發行 | EMI RECORDS（日本環球音樂）發行 | EMI RECORDS（日本環球音樂）發行 | EMI RECORDS（日本環球音樂）發行 | EMI RECORDS（日本環球音樂）發行 |
| ------------------------------- | ------------------------------- | ------------------------------- | ------------------------------- | ------------------------------- | ------------------------------- | ------------------------------- | ------------------------------- | ------------------------------- | --- | --- |
| 1                               | 2017年12月27日                  | 092                             | 1                               | 15                              | 122,262張                       | 167,037張                       | 163,131張                       | 2CD+2DVD CD                     | UPCH-20469 UPCH-20470 UPCH-20471 UPCH-20472 PRON-1017                                                                                  | 初回限定盤Type A 初回限定盤Type B 初回限定盤Type C 初回限定盤Type D 劇場盤 |
| 2                               | 2021年12月1日                   | Outstanding                     | 1                               |                                 | 94,548張                        |                                 | 126,766張                       | CD+DVD 4CD+4DVD CD              | UPCH-20602 UPCH-20603 UPCH-20604 UPCH-20605 UPCH-20607 PRON-1039 PRON-1040 PRON-1041 PRON-1042 PRON-1043 PRON-1044 PRON-1045 PRON-1046 | Type A Type B Type C Type D 通常盤 完整套裝 劇場盤 世代盤（1期生ver.） 世代盤（2期生ver.） 世代盤（3期生ver.） 世代盤（選秀2期生ver.） 世代盤（4期生ver.） 世代盤（選秀3期生ver.） 世代盤（5期生ver.） |

#### 劇場公演專輯
| 張      | 發行日       | 標題                              | 產品編號  | 備註    |
| AKS發行 | AKS發行      | AKS發行                           | AKS發行   | AKS發行 |
| ------- | ------------ | --------------------------------- | --------- | ------- |
| 1       | 2013年7月6日 | 《Team H 1st Stage“手牽手”》 （チームH 1st Stage「手をつなぎながら」） | HKT-D0002 |         |

### DVD

#### 剧场公演
| 張      | 發行日       | 標題                              | 產品編號  | 備注    |
| AKS發行 | AKS發行      | AKS發行                           | AKS發行   | AKS發行 |
| ------- | ------------ | --------------------------------- | --------- | ------- |
| 1       | 2013年7月6日 | 《Team H 1st Stage“手牵手”》 （チームH 1st Stage「手をつなぎながら」） | HKT-D0001 |         |
| 2       | 2014年1月9日 | 《Team H“博多传奇”》 （チームH 「博多レジェンド」）         | HKT-D0003 |         |

#### 演唱會
| 張           | 發行日         | 標題                                                                       | 產品編號                                          | 備註                                                                                               |
| AKS發行      | AKS發行        | AKS發行                                                                    | AKS發行                                           | AKS發行                                                                                            |
| ------------ | -------------- | -------------------------------------------------------------------------- | ------------------------------------------------- | -------------------------------------------------------------------------------------------------- |
| 1            | 2014年7月25日  | 《HKT48九州7縣巡演～和可愛的孩子們一起旅行～》 （HKT48 九州7県ツアー 〜可愛い子には旅をさせよ〜）                        | HKT-D0004 HKT-D0005 HKT-D0006 HKT-D0007 HKT-D0008 | Special BOX（DVD） Special BOX（Blu-ray） 大分 夜公演（DVD） 福岡 晝公演（DVD） 福岡 夜公演（DVD） |
| 2            | 2014年11月12日 | 《HKT48競技場巡演～和可愛的孩子們繼續旅行～海之中道海濱公園》 (HKT48アリーナツアー 〜可愛い子にはもっと旅をさせよ〜 海の中道海浜公園）          | HKT-D0009 HKT-D0010                               | DVD Blu-ray                                                                                        |
| 3            | 2015年4月14日  | 《HKT48全國巡演 〜全國統一還沒結束耶〜番外編 in 台北＆香港》 (HKT48 全國ツアー ～全國統一終わっとらんけん～番外編 in 台北＆香港）           | HKT-D0013 HKT-D0014                               | DVD Blu-ray                                                                                        |
| 4            | 2015年10月14日 | HKT48全國巡演 〜全國統一還沒結束耶〜 FINAL in 橫濱體育館 》 (HKT48全国ツアー 〜全国統一終わっとらんけん〜 FINAL in 横浜アリーナ）            | HKT-D0015 HKT-D0016 HKT-D0017 HKT-D0018           | Special DVD BOX Special Blu-ray BOX BEST SELECTION DVD BEST SELECTION Blu-ray                      |
| 5            | 2016年6月29日  | HKT48 春季巡迴演唱會 ～Sashiko du Soleil 2016～ (HKT48 春のライブツアー 〜サシコ・ド・ソレイユ2016〜）                        | HKT-D0023 HKT-D0024                               | Special DVD BOX Special Blu-ray BOX                                                                |
| 6            | 2016年12月28日 | HKT48夏季的Hall Tour2016～HKT將從AKB48家族脫離？國民投票演唱會～ (HKT48夏のホールツアー2016 〜HKTがAKB48グループを離脱?国民投票コンサート〜）       | HKT-D0025 HKT-D0026                               | DVD Blu-ray                                                                                        |
| 7            | 2017年9月6日   | HKT48春季的關東巡演2017 ～讓你們看看認真的偶像～ （HKT48春の関東ツアー2017 〜本気のアイドルを見せてやる〜）                      | HKT-D0029 HKT-D0030                               | DVD Blu-ray                                                                                        |
| 8            | 2018年10月24日 | HKT48春季競技場巡演 2018〜這就是博多的做事方式 !〜 （HKT48春のアリーナツアー2018〜これが博多のやり方だ!〜）                    | HKT-D0033 HKT-D0034                               | DVD Blu-ray                                                                                        |
| 9            | 2019年4月17日  | HKT48 演唱會 in 東京巨蛋城表演廳〜現在正需要團結！第8年勇往直前吧！〜 （HKT48コンサート in 東京ドームシティホール〜今こそ団結!ガンガン行くぜ8年目!〜） | HKT-D0040 HKT-D0041                               | DVD Blu-ray                                                                                        |
| 10           | 2019年8月7日   | 指原莉乃 畢業演唱會〜再見、指原莉乃〜 （指原莉乃 卒業コンサート 〜さよなら、指原莉乃〜）                                 | HKT-D0042 HKT-D0043 HKT-D0044                     | Special DVD BOX Special Blu-ray BOX DVD                                                            |
| Mercury 發行 |                |                                                                            |                                                   | |
| 11           | 2021年12月21日 | 宮脇咲良 HKT48 畢業演唱會 〜Bouquet〜 （宮脇咲良 HKT48 卒業コンサート 〜Bouquet〜）                                 | POBD-21045/8 POXS-21003/5 POBD-21049/50           | Special Edition DVD Special Edition Blu-ray DVD                                                    |

#### HaKaTa百货店
| 张      | 發行日        | 标题                        | 產品編號              | 备注              |
| VAP發行 | VAP發行       | VAP發行                     | VAP發行               | VAP發行           |
| ------- | ------------- | --------------------------- | --------------------- | ----------------- |
| 1       | 2013年4月19日 | 《HaKaTa百货店》 （HaKaTa百貨店）       | VPBF-10915 VPBF-10916 | 初回限定版 通常版 |
| 2       | 2013年9月18日 | 《HaKaTa百貨店 2号館》 （HaKaTa百貨店 2号館） | VPBF-10917 VPBF-10918 | 初回限定版 通常版 |

#### HKT48豚骨魔法少女学院
| 张      | 發行日        | 标题                           | 產品編號              | 备注              |
| VAP發行 | VAP發行       | VAP發行                        | VAP發行               | VAP發行           |
| ------- | ------------- | ------------------------------ | --------------------- | ----------------- |
| 1       | 2014年6月20日 | 《HKT48豚骨魔法少女学院》 （HKT48トンコツ魔法少女学院） | VPBF-10973 VPBF-10974 | 初回限定版 通常版 |

## 音乐合作
| 樂曲                          | 音乐合作                                                                                             | 收录於                             |
| ----------------------------- | --- | ---------------------------------- |
| 《喜歡！喜歡！小跳步！》 （スキ！スキ！スキップ！） | TBS「HKT48的御出掛！」主题曲 電視廣告曲：西日本城市银行 電視廣告曲：CoCo壹番屋咖哩                   | 首張单曲《喜歡！喜歡！小跳步！》   |
| 《求求你華倫亭》 （お願いヴァレンティヌ）         | 電視廣告曲：樂天迦納牛奶巧克力（ガーナミルクチョコレート）                                                                   | 首張单曲《喜歡！喜歡！小跳步！》   |
| 《单相思的唐扬》 （片思いの唐揚げ）         | 东京电视台《彩虹小马：友情就是魔法》片尾曲                                                           | 首張单曲《喜歡！喜歡！小跳步！》   |
| 《现在是第一》 （今がイチバン）           | 電視廣告曲：Daiei美食城（グルメシティ）《一之市》、《周日之市》、《夠意思日》、《特别之日》、《周四之日》篇      | 首張单曲《喜歡！喜歡！小跳步！》   |
| 《甜瓜汁》 （メロンジュース）               | 電視廣告曲：《I-SKY“HKT48 荣誉的迷宫”》（栄光のラビリンス）篇 電視廣告曲：乐天《Crazy Gum电台》“博多Fusen姐妹”（クレイジーガム放送局“博多フーセンガールズ”）篇 | 第二张单曲《甜瓜汁》               |
| 《在那里思考些什么？》 （そこで何を考えるか?）   | 電視廣告曲：Daiei美食城《一之市》、《周日之市》、《特别之日》、《周四之日》篇                        | 第二张单曲《甜瓜汁》               |
| 《天文部的事情》 （天文部の事情）         | 電視廣告曲：乐天「LOTTE×HKT48 自拍48」（LOTTE×HKT48 自撮り48）篇                                                         | 第二张单曲《甜瓜汁》               |
| 《櫻花，大家一起來品嚐》 （桜、みんなで食べた） | 電視廣告曲：東京單軌電車《羽田直達 單軌電車派》（羽田アクセス モノレール派）篇 TBS電視台《HKT48的御出掛！》片尾曲             | 第三張單曲《櫻花，大家一起來品嚐》 |
| 《你怎麼了？》 （君はどうして?）           | 電視廣告曲：常盤藥品工業「柔滑美肌本舖 豆乳異黃酮」（なめらか本舗 豆乳イソフラボン）《閃亮的美白肌膚》（美白肌は輝く編）篇                      | 第三張單曲《櫻花，大家一起來品嚐》 |

## 公演

### HKT48劇場
HKT48劇場設於福岡市中央區地行濱的海鷹城購物中心（Hawks Town Mall）內，於2011年11月26日開幕，可容納300名觀眾，是當時AKB48集團的姊妹團體中專屬劇場的容納人数最多者。入場票的販賣是與AKB48系列團體的劇場同樣是事前應募制，140張是一般抽選，120張是HKT48 Mobile会員，福岡、佐賀、熊本3縣以外的都道府縣居住者作為「從遠方來的顧客」有20張，「以家庭、情侶身分來的顧客」有10張，「女性、小學、初中學生的顧客」有10張各自分派。入場票的應募受理是在該次劇場公演日的前3日（「遠方」是前5日）前的0時至20時之間獲取通知，目前與AKB48系列團體同樣透過AKB48集團售票中心網站申購。票價方面，一般男性為2,000日圓、一般女性與中小學生為1,000日圓，劇場初日2011年11月26日公演的時候入場票費用全部席1,000日圓。
與其他AKB48系列團體的劇場不同的是，HKT48劇場的兒童座、女子座和遠方座設在最前3排，而不是AKB48劇場的最後3排。
由於HKT48劇場所处的福岡海鷹城在2016年3月結束營業，HKT48劇場亦同步停業；而HKT48公演的場地則轉移至位於福岡天神的商場「Solaria Stage」內的「西鐵表演廳」（西鉄ホール）。現除西铁表演厅之外，也同时使用位於福岡市博多區千代的「Papillon 24 gas hall」（パピヨン24ガスホール）及中央区渡辺通的“Skala Espacio”（スカラエスパシオ）做为备用剧场。新專屬劇場預計將在2020年春季於福岡巨蛋旁、靠近劇場原址的新建大樓1樓啟用。

### 公演内容
2011年11月26日開始在HKT48劇場舉行公演。

#### Team H
1. 手牽手（手をつなぎながら）: 2012年3月4日 - 2013年2月17日（200公演）
2. 博多傳奇（博多レジェンド）：2013年3月1日 - 2014年4月17日[23]（110公演）
3. 青春女孩（青春ガールズ）：2014年4月23日 - 2014年10月30日（48公演）
4. 最終鍾聲鳴響（最終ベルが鳴る）：2014年11月9日 - 2016年3月31日（130公演）
5. 剧场的女神（シアターの女神）：2016年5月3日 - 2018年9月2日（114公演）
6. RESET：2018年9月10日 -

#### Team KIV
1. 剧场的女神：2014年5月8日 - 2016年3月31日（199公演）
2. 最終鍾聲鳴響：2016年5月17日 - 2018年1月23日（86公演）
3. 制服之芽（制服の芽）：2018年1月29日 -

#### Team TII
1. 手牽手: 2016年12月21日 - （以Team TII+研究生形式公演至2017年11月11日）

#### 研究生
1. 手牽手[188]：2011年11月26日 - 2012年3月2日（76公演、其後以Team H 1st stage進行）
2. PARTY开始了（PARTYが始まるよ）：2012年9月30日 - 2013年11月5日（218公演）
3. 腦內天堂（脳内パラダイス） : 2013年11月17日 - 2014年4月21日（47公演）、2019年3月10日 -
4. 手牽手（手をつなぎながら）: 2016年12月21日 - 2017年11月11日（以Team TII+研究生形式）

#### 向日葵组
1. 睡衣兜风（パジャマドライブ）：2013年11月2日[52] - 2015年12月14日（241公演）
2. 正在恋爱中（ただいま恋愛中）：2015年12月19日 -
3. 誘惑的吊襪帶（誘惑のガーター）：2017年12月17日

#### R24
1. R24「博多Refresh」（博多リフレッシュ）：2019年2月23日 -

#### 博多七色
1. 博多七色：2020年11月6日 - 2021年4月12日
2. 博多七色（重組）：2021年9月8日 - 2021年12月17日

- 紅隊：石橋颯・熊澤世莉奈・神志那結衣・清水梨央・下野由貴・田中美久・松岡花
- 黃隊：秋吉優花・運上弘菜・堺萌香・坂口理子・田中伊櫻莉・水上凜巳花・長野雅
- 藍隊：栗原紗英・田島芽瑠・豐永阿紀・村重杏奈・山下艾米麗・川平聖・※森保圓
- 紫隊：小田彩加・武田智加・馬場彩華・外薗葉月・村川緋杏・本村碧唯・後藤陽菜乃
- 粉紅隊：伊藤優繪瑠・今田美奈・坂本愛玲菜・石安伊・松本日向・宮﨑想乃・坂本梨乃
- 綠隊：今村麻莉愛・渕上舞・松岡菜摘・市村愛里・上島楓・栗山梨奈・※小川紗奈
- 橙隊：荒卷美咲・上野遥・竹本胡桃・地頭江音音・山內祐奈・渡部愛加里・村上和葉

#### 小隊公演
1. Chouo會（Chou会）： ：2019年9月16日 -
2. Lit charmeeting：2020年1月12日 -

#### 單獨公演
1. WHITE（運上弘菜單獨公演）：2021年9月20日 -
2. もっと！みんなで一緒にみくもんもん（田中美久單獨公演）：2021年9月25日 -

### HKT48劇場以外
除了主場HKT48劇場之外，HKT48也偶爾也會在其他場所舉辦特殊的公演場次：
「手牽手」公演
- 2012年2月4日，AKB48劇場：除了仲西彩佳以外的全體1期生。
- 2012年5月13日，TOKYO DOME CITY HALL：Team H與安陪恭加、今田美奈、仲西彩佳、深川舞子等研究生。
- 2012年8月12日，AKB48劇場 - Team H成員。

「博多傳奇」公演
- 2013年4月5日，AKB48劇場：Team H與山田麻莉奈。
- 2013年5月11日，TOKYO DOME CITY HALL：Team H與朝長美櫻。

## 演出

### 電視劇
- 《拔河女孩》（ツナガール!〜明日にエール〜）：2013年2月2日於福岡放送（FBS）播出、由讀賣新聞與HKT48跨業合作的單集電視劇。由穴井千尋、多田愛佳、兒玉遙與松岡菜摘四人參與主要演出，另有多名HKT48成員擔任配角與客串演出[189]。
- HKT48特别电视剧《秘密》（秘密）：2013年8月24日於福岡放送播出、由讀賣新聞與HKT48跨業合作的單集電視劇。由穴井千尋、多田愛佳、宮脇咲良與谷真理佳四人參與主要演出。

### 綜藝、資訊節目
播放中常態節目
- 《超科學偶像媒體 HKTV！（日语：超科学アイドルメディア HKTV!）》：由局長-田中美久與HKT48成員參與演出。
- 《什麼是桶狭間?（日语：オケハザマってなんですか?〜What is OKEHAZAMA〜）》由運上弘菜・坂本愛玲菜・渡部愛加里其中1名參與演出。

已播畢常態節目
- 《今日感TV、週日版（日语：今日感テレビ）》（RKB每日放送）：2012年1月22日起，每次由2位成員參與演出。
- 《在地應援綜藝 旅人們，在這裡！！（日语：地元応援バラエティ このへん!!トラベラー）》（2012年2月13日－7月16日，福岡放送）：每次由2名成員參與。
- 《AKB和××!》（讀賣電視台）：AKB48的主要冠名節目，包括HKT48在內的其他姊妹團體成員都會不定期參與。HKT48的成員是在2012年2月16日在該節目中首度登場。
- 《Duomo（日语：ドォーモ）》（；Duòmo，九州朝日放送）：2012年4月3日起，由HKT48成員負責「企畫48」（プレゼン48）單元的演出。
- 《週六新聞檔案 CUBE（日语：土曜NEWSファイル CUBE）》（2012年4月21日－8月18日，西日本電視台）：每次由1名，負責「天氣單元」的播報。
- 《Aruaru YY電視》（あるあるYYテレビ，TVQ九州放送）：自2012年4月23日起，每週一、三、四各有2位成員參與演出。
- 《週刊AKB》（2012年4月27日－11月30日，不定期參與演出，東京電視台）
- 《Korekara（日语：コレカラ）》（西日本電視台）：2012年5月4日開播，由搞笑藝人、檸檬茶（日语：レモンティー (お笑いコンビ)）的阿部哲陽（日语：レモンティー (お笑いコンビ)#メンバー）與HKT48成員共同負責「HKT48的課外教學」（HKT48の課外授業）單元。
- 《Kinsta（日语：きん☆すた）》（NHK綜合、NHK福岡放送局製作）：2012年5月11日－2013年10月11日，不定期以每次2名成員參與演出，取代了原本由AKB48的篠田麻里子所負責之「麻里子大人的聰明人！」（麻里子さまのおりこうさま!）單元。
- 《HaKaTa百貨店》（2012年10月7日－2013年1月13日，日本電視台）：週六深夜播放的綜藝節目。此系列節目是HKT48第一個面向日本全國播出的冠名節目。
  - 《HaKaTa百貨店 2號館》（2013年1月26日－3月30日，日本電視台）
- 《HKT48的御出掛！》（HKT48のおでかけ，TBS電視台）：從2013年1月25日至2017年6月29日，於每週三深夜播出（初期為每週五深夜），也是面向日本全國播出的冠名節目。
- 《HKT48豚骨魔法少女學院》（HKT48 トンコツ魔法少女学院），2013年7月2日－9月18日，日本電視台）：HKT48與乃木坂46的共同合作企畫節目《乃木坂46×HKT48 冠名節目對決！》（乃木坂46×HKT48 冠番組バトル！）之一部分，與乃木坂46的《NOGIBINGO!》是在同一個時段內播出，但兩節目播放順序不定，將依照當週的節目表現由特別來賓選出其認為較有趣的一方，得勝方的節目會在下一週獲得先播資格。
- 《HKT48的「其他伙伴」（日语：HKT48の「ほかみな」〜そのほかのみなさん〜）》（NOTTV）：2014年5月20日開始於隔週二播出。
- 《AKB48的你、是誰？》（NOTTV）：AKB48的主要冠名節目，包括HKT48在內的其他姊妹團體成員都會不定期參與。HKT48的成員是在2013年1月30日在該節目中首度登場。
- 《HKT48的炸牛蒡！》（HKT48のごぼてん!，西日本電視台）：從2014年5月24日到2016年3月27日，於每週六中午播出。
- 《HKT釋迦力48!（日语：HKTシャカリキ48!）》（九州朝日放送）：2014年7月4日開始於每週五播出。
- 《HKT48 vs NGT48 指北合戰》（HKT48 vs NGT48 さしきた合戦，日本電視台）：從2016年1月11日至3月28日，於每周一深夜播出，為HKT48與NGT48共同演出的團體對抗型綜藝節目。
- 《HKT綜藝48》（HKTバラエティー48，九州朝日放送）：2012年6月24日首播，是HKT48第一個冠名節目，每月最後一個星期日播出。
- 《AKBINGO!》（日本電視台）：AKB48的主要冠名節目，包括HKT48在內的其他姊妹團體成員都會不定期參與。HKT48的成員是在2012年1月4日在該節目中首度登場。
- 《AKB48 SHOW!》（NHK）：AKB48的主要冠名節目，包括HKT48在內的其他姊妹團體成員都會不定期參與。HKT48的成員是在2013年10月5日在該節目中首度登場。
- 《PRODUCE 48》（韩国Mnet）：参与成员有松冈菜摘、本村碧唯、村川绯杏、宫脇咲良、荒卷美咲、矢吹奈子、今田美奈、月足天音、栗原纱英、田中美久等10人。
- 《HKTBINGO!（日语：HKTBINGO!）》（日本電視台）：自2018年7月16日起，於每週一深夜播出，是HKT48在日本電視台的第四檔冠名節目。

### 廣播節目
播出中的常態節目
- 《HKT48 私立百道濱女學院（日语：HKT48 私立ももち浜女学院）》，2012年4月7日－，每週二播出，RKB廣播（日语：RKBラジオ））：初期由穴井千尋、兒玉遙與一名非固定成員共同參與廣播收錄。穴井千尋與兒玉遙畢業後，2020年7月14日起，由渕上舞作為固定成員搭配「準固定成員」其中一名（地頭江音音、松岡花）參與收錄。
- 《HKT48 夜裡聽廣播（日语：HKT48 ラジオ聴かナイト!）》，2012年4月8日－，每週日播出，KBC廣播（日语：KBCラジオ））：初期由中西智代梨、松岡菜摘參與；中西智代梨移籍AKB48之後，改由松岡菜摘搭配一名非固定成員共同參與；2015年2月起，由松岡菜摘搭配「準固定成員」其中一名（準固定成員包括坂口理子、田島芽瑠、田中菜津美、山本茉央4人）共同參與。2018年5月27日起，「準固定成員」改為坂口理子、田島芽瑠、小田彩加、松本日向4人。

已結束的常態節目
- 《HKT48的寶貝廣播》（HKT48のベイビィ～★ラジオ(仮)，2012年4月5日 - 2013年3月28日，每週四，FM福岡）：由本村碧唯、森保圓與一名非固定成員參與。
- 《渡邊通1丁目 FM圓 ～從小圓的窗子看出去～》（HKT48 渡辺通り1丁目 FMまどか 〜まどかのまどから〜，2013年4月1日 - 2021年5月27日，FM福岡（日语：エフエム福岡））：由森保圓與一名非固定成員參與。
- 《HKT發唐津GO（日语：HKT発からつGO）》，（2020年4月1日 - 、2022年2月2日 ，FM唐津（日语：FMからつ））- 宮﨑想乃・馬場彩華

### 演唱會
単独
- HKT48九州7县巡演～和可爱的孩子们一起旅行～（2014年1月11日、大分市iichiko剧场（日语：大分県立総合文化センター#グランシアタ） - 2014年3月21日、福冈市福冈太阳宫。九州7县各县政府所在地举办）
- HKT48竞技场巡演～和可爱的孩子们继续旅行～（2014年4月29日、千叶县幕张展览馆 - 2014年7月11日、福岡县海之中道海浜公園）

姐妹组合名義
- 第1屆AKB48紅白對抗歌合戰（2011年12月20日、TOKYO DOME CITY HALL）
- AKB48 重温时间 最佳曲目100 2012（2012年1月19日 - 22日、TOKYO DOME CITY HALL）
- 業務連絡。拜託了，片山部長！ in埼玉超級競技場（2012年3月23日- 25日、埼玉超級競技場）
- 野中美鄉，移動。～在47都道府縣相會吧～
  - 福岡公演（Team A） （2012年4月6日、福冈市福冈太阳宫）- 只出演开场
  - 長崎公演（Team K） （2012年7月4日、長崎市长崎保龄球馆（日语：長崎ブリックホール））- 只出演开场
- “献给错过的你们2”～AKB48全体总动员公演～S2nd「手牵手」公演（2012年5月13日、TOKYO DOME CITY HALL） - Team H
- AKB48 in TOKYO DOME ～1830m的梦想～（2012年8月24日 - 26日、東京巨蛋）
- 第2屆AKB48紅白對抗歌合戰（2012年12月17日、TOKYO DOME CITY HALL）
- AKB48 重温时间 最佳曲目100 2013（2013年1月24日 - 27日、TOKYO DOME CITY HALL）
- AKB48团临时总会～黑白分明！～（2013年4月27日昼（HKT48単独公演）、28日（2回公演）、日本武道館）
- “献给追忆的你们”～AKB48全体总动员公演～「博多传奇」公演（2013年5月11日（2回公演）、TOKYO DOME CITY HALL） - Team H、朝長
- AKB48团研究生演唱会“早推得胜”（2013年6月5日、日本武道館） - 研究生
- AKB48 2013盛夏的巨蛋巡回〜还有许多 不得不做的事情〜（2013年7月20日 - 21日、福冈巨蛋、2013年7月31日、札幌巨蛋、2013年8月7日 - 8日、大阪巨蛋、2013年8月16日 - 17日、名古屋巨蛋、2013年8月22日 - 25日、東京巨蛋）
- 第3届AKB48红白对抗歌合战（2013年12月17日、TOKYO DOME CITY HALL）
- AKB48 重温时间 最佳曲目200 2014（2014年1月23日 - 26日、TOKYO DOME CITY HALL、4月6日、埼玉超級競技場）
- AKB48 Group 大組閣祭〜时代在改变 我们仍要向前〜（2014年2月24日、Zepp DiverCity TOKYO（日语：Zepp））
- AKB48單獨與集團國立競技場春季演唱會（2014年3月29日、國立霞丘陸上競技場）
- AKB48集团埼玉超级竞技场春季演唱会（2014年4月5日昼、埼玉超級競技場）

### 現場活動
- スーパーフリーマーケット2012 in ヤフードーム（2012年1月7日 - 9日、福岡Yahoo! JAPAN巨蛋
- 福岡軟體銀行鷹春季キャンプ　生目の杜運動公園内特設ステージ（2012年2月26日、宮崎市生目の杜運動公園野球場横）
- 山田電機 家電フェア2012&大処分蚤の市in福岡Yahoo!JAPANドーム!（2012年3月17日、福岡Yahoo! JAPAN巨蛋）
- SPACEWORLD×HKT48ライブイベント「LOVEPARTY」（2012年3月20日、スペースワールド）
- KRY KIDS&JUNIOR　DANCE EVOLUTION in スターピア（2012年4月30日、SPACEWORLD）
- 「第51回福岡市民の祭り博多どんたく港まつり」前夜祭（2012年5月2日、福岡国際中心）
- NHK どんたく広場!!2012『夕べのひととき』公開收錄（2012年5月3日、NHK福岡放送局1階テレビホール）
- 「第51回 福岡市民の祭り 博多どんたく港まつり」 エンディング（2012年5月4日、博多車站前通りどんたく広場）
- ガールズフリーマーケット! 2012春 福岡会場（2012年5月20日、マリンメッセ福岡）
- ホークス応援隊 HKT48スペシャルイベント（2012年6月16日、福岡Yahoo! JAPAN巨蛋）
- ホークスタウンモール夏祭り2012（2012年7月28日、Hawks Town購物中心 巨蛋前廣場）
- 玄海町花火大会in玄海町いこいの広場 KBC廣播サンセットライブ（2012年7月29日、佐賀縣東松浦郡玄海町 玄海町いこいの廣場）
- a-nation musicweek Charge Go! ウイダーinゼリー “IDOL NATION”（2012年8月11日、国立代代木競技場第一体育館）
- Duòmoの大文化祭in小石原（2012年8月18日、東峰村旧小石原小学校体育館）
- OBS開局60周年感謝祭　フジジンPresents 2012フードスタジアム〜第4回おおいたB級グルメNo.1決定戦〜（2012年9月29日、大分銀行巨蛋）

### 活動
- 福岡ソフトバンクホークス 感謝の集い2011（2011年12月11日、福岡Yahoo! JAPAN巨蛋） - 同日發表「福岡ソフトバンクホークス応援隊」就任
- 福岡市消防局中央消防署　火災予防啓発イベント（2012年2月29日、大丸エルガーラ・パサージュ広場） - 穴井・菅本・仲西・中西
- 福岡市道路下水道局 自転車安全利用講習会（2012年3月27日、福岡市立東住吉小学校 其他）
- 福岡ソフトバンクホークス「FAN!FUN!STAGE」（2012年3月30日 - 通年不定期、福岡Yahoo! JAPAN巨蛋）
- 春の中央交通安全フェア（2012年4月6日、福岡縣警察中央警察署前 他） - 穴井・菅本・仲西・中西
- ホークスキャラバン2012（2012年4月28日 - 通年不定期、福岡県内イオンモール各店）
- 自動車税の納期内納付促進街頭キャンペーン（2012年5月23日、JR博多駅 博多口 賑わい交流空間（大屋根イベントスペース）） - 穴井・兒玉・松岡
- 夏キラ★セレクション（2012年7月22日、ダイエー鹿児島店 1階中央プラザ特設会場）
- ダイエー創業祭特別イベント 『ハッピーバースダイエー』（2012年9月22日、ダイエーショッパーズモールマリナタウン店 1階センターコート）

### 電視廣告
- 九州旅客鉄道（JR九州） 「SUGOCA冬キャンペーン2011!」[190]（2011年12月23日 - 2012年1月9日）
- 西日本シティ銀行 「新生活応援キャンペーン」[191]（2012年2月1日 - 5月31日）
- 福岡県春の交通安全県民運動（2012年4月6日 - 15日）
- ダイエー（2012年6月30日 - 、九州地区[192]）
- スペースワールド「Muna」（2012年7月 - 9月2日）
- エステー『ムシューダ』・『かおりムシューダ』「虫喰ってる」篇・「HKT48」篇・「かけ声」篇（2012年9月17日 - [193]） - Team H（除指原）
- 讀賣新聞西部本社（2012年9月29日 - ）[194]

### 電影
- 《偶然相遇的规律（日语：めぐり逢わせの法則）》 （2020年9月20日、北九州映画実行委員会）- 豊永・小田・坂口
- 《隨著情歌回憶起來（日语：想い出を、ラブソングにのせて）》（2021年12月5日、北九州映画実行委員会）- 神志那・地頭江・坂口・秋吉

## 書籍

### 雜誌・新聞連載
- シティ情報ふくおか（2012年2月号 - 、シティ情報ふくおか） - 「HKT48放課後通信」連載。
- 月刊ENTAME（2012年3月30日 - 、徳間書店） - 「HKT48、知っとうとー?」連載。
- Ribon（2012年4月3日 - 、集英社） - 「HKT48の絶対少女主義!」連載。
- AFRO FUKUOKA（2012年9月1日 - 、バズフック）

## HKT48入團徵選活動
粗体字为截至2025年7月1日仍在团的成员

### HKT48一期生徵選
徵選内容
徵選資格：
1. 經驗不拘
2. 2011年4月1日當日年滿11歲至22歲者

- 徵選期間：2011年5月1日－31日
- 一次審査－書面審查
- 二次審査－面試（合格者45名）
- 最終審査－於2011年7月10日在希爾頓－福岡海鷹飯店舉行舞蹈與唱歌審查（合格者24名）

合格名單：
穴井千尋、安陪恭加、今田美奈、植木南央、江藤彩也香、熊澤世莉奈、兒玉遙、古森結衣、下野由貴、菅本裕子、田中菜津美、谷口愛理、仲西彩佳、中西智代梨（移籍至AKB48）、深川舞子、松岡菜摘、宮脇咲良、村重杏奈、本村碧唯、森保圓、若田部遙（另外有三名在正式披露前辭退）
主要不合格名單：
岩花詩乃（2期生）、豐永阿紀（4期生）、外薗葉月（3期生）、山田麻莉奈（2期生）

### HKT48二期生徵選
徵選内容
徵選資格：
1. 經驗不拘
2. 2012年4月1日當日年滿11歲至18歲者

- 徵選期間：2012年5月10日－6月4日（若以信件報名者，以郵戳為憑）
- 一次審査－書面審查（合格者以電話通知）
- 二次審査－面試（合格者45名）
- 最終審査－於2012年6月23日在爾頓－福岡海鷹飯店舉行舞蹈與唱歌審查（準合格者34名）

合格名單：
秋吉優花、伊藤來笑、井上由莉耶、岩花詩乃、宇井真白、上野遙、梅本泉、岡田栞奈、岡本尚子、草場愛、神志那結衣、後藤泉、駒田京伽、坂口理子、田島芽瑠、田中優香、谷真理佳（移籍至SKE48）、冨吉明日香、朝長美櫻、淵上舞、山田麻莉奈
主要不合格名單：
東李苑（前SKE48）、荒卷美咲（3期生）

### HKT48三期生徵選
徵選内容
徵選資格：
1. 經驗不拘
2. 2013年4月1日當日年滿11歲至18歲者

- 徵選期間：2013年6月1日－6月30日（若以信件報名者，以郵戳為憑）
- 一次審査－書面審查（合格者以電話通知）
- 二次審査－面試
- 最終審査－於2013年8月4日舉行舞蹈與唱歌審查

合格名單：
荒巻美咲、栗原紗英、坂本愛玲菜、田中美久、筒井莉子、外薗葉月、矢吹奈子、山內祐奈、山下艾米麗
主要暫定合格名單：
倉野尾成美（AKB48）

### HKT48四期生徵選
徵選内容
徵選資格：
1. 經驗不拘
2. 2016年4月1日當日年滿11歲至18歲，未與任何經紀公司簽約的女性（年滿18歲者不需要獲得監護人同意。在學學生則須獲得監護人同意）
3. 合格者須與HKT48簽訂專屬契約
4. 合格後需定期前往HKT48劇場（福岡市）參與培訓活動

- 徵選期間：2015年12月19日－2016年2月29日（以郵戳為憑，網路報名時間至同日23:59:59為止）
- 日本環球音樂報名網站：2016年2月1日－2月29日（以郵戳為憑，網路報名時間至同日23:59:59為止）
- 一次審査－書面審查：2016年3月上旬－中旬，合格者以電話通知
- 二次審査－面試：2016年3月中旬
- 最終審査－舞蹈、歌唱：6月中旬

合格名單：
運上弘菜、小田彩加、堺萌香、清水梨央、武田智加、地頭江音音、月足天音、豐永阿紀、松本日向、宮崎想乃
取消資格名單：
音嶋莉沙（=LOVE）
主要不合格名單：
市岡愛弓（STU48）、土路生優里（STU48）

### HKT48五期生徵選
徵選内容
徵選資格：
1. 經驗不拘
2. 2018年4月1日當日年滿11歲至18歲，未與任何經紀公司簽約的女性（需經獲得監護人同意）
3. 合格者須與HKT48簽訂專屬契約
4. 合格後需定期前往HKT48劇場（福岡市）參與培訓活動

- 徵選期間：2018年5月27日－7月1日
- HKT48講座：2018年6月24日（地點：福岡市Espacio）－獲選報名者可無條件通過二次審査。出席成員：松岡菜摘、本村碧唯、山下艾米麗、今村麻莉愛、坂口理子、田中菜津美、田中美久、豐永阿紀。主持人：小雪
- SHOWROOM部門：2018年8月20日17時00分－8月28日19時59分
- 最終審査－舞蹈、歌唱：2018年9月2日

合格名單：
石橋颯、市村愛里、小川紗奈、上島楓、川平聖、工藤陽香、栗山梨奈、後藤陽菜乃、坂本梨乃、竹本胡桃、田中伊櫻莉、長野雅、水上凜巳花、村上和叶

### HKT48六期生徵選
徵選内容
徵選資格：
1. 經驗不拘
2. 2021年4月2日當日年滿10歲至22歲，未與任何經紀公司簽約的女性（需經獲得監護人同意）
3. 合格者須與HKT48簽訂專屬契約
4. 合格後需定期前往HKT48劇場（福岡市）參與培訓活動

- 徵選期間：2021年12月10日－2022年1月10日
- 一次審査－：書面審查
- 二次審査－面試、特技：2022年2月25日－2月27日
- 三次審査－面試、特技：2022年3月19日
- 候補成員訓練合宿：2022年3月29日－2022年3月31日
- 最終審査發表－合宿最終日：2022年3月31日

合格名單：
生野莉奈、井澤美優、石松結菜、豬原絆愛、江口心心華、大内梨果、大庭凜咲、川島夕奈、北川陽彩、涉井美奈、立花心良、福井可憐、藤野心葉、松本羽麗、最上奈那華、森崎冴彩、安井妃奈、梁瀬鈴雅

### HKT48七期生徵選
徵選内容
徵選資格：
1. 經驗不拘
2. 2023年11月27日當日年滿小學六年級至21歲，未與任何經紀公司簽約的女性（需經獲得監護人同意）
3. 合格者須與HKT48簽訂專屬契約
4. 合格後需定期前往HKT48劇場（福岡市）參與培訓活動

- 徵選期間：2023年11月27日－2024年1月15日
- 一次審査－：書面審查
- 二次審査－面試、特技：2024年2月23日、2月25日、3月2日
- 三次審査－面試、特技：2024年3月17日
- 候補成員訓練合宿：2024年4月13日－2024年4月14日
- 最終審査發表－合宿最終日：2024年4月14日

合格名單：
青木日菜子、石井彩音、石川歩實優、豬島莉玲亞、江浦優香、片平紗麗、吳優菜、堤楓夏、靏川那智、中野南實、長野詩、松永悠良、松本苺花、山川萬里愛、吉田芽依、龍頭綺音

### AKB48家族選秀會議

#### 第一屆
於2013年11月10日舉行，29名候選者中共有20名由各姐妹團指名，其中1位由HKT48指名。2014年2月1日公布入選者。入選者於「AKB48家族組閣祭」正式編入所屬隊伍。
受指名的候選者（數字為指名順位）
- Team H：山本茉央（1）

#### 第二屆
於2015年5月10日舉行，47名候選者中共有24名由各姐妹團指名，其中3位由HKT48指名。2015年6月27日公布入選者。
受指名的候選者（數字為指名順位）
- Team H：松岡花（1）、村川緋杏（2）
- Team KIV：今村麻莉愛（1）

- 本屆選秀會議的3位入選者未編入原指名分隊，2016年3月30日與3期生全體成員共同編入HKT48新成立的Team TII，並直接昇格為正式成員。

#### 第三屆
於2018年1月21日舉行，68名候選者中共有55名由各姐妹團指名，其中5位由HKT48指名。2018年3月31日公布入選者。
受指名的候選者（數字為指名順位）
- Team H：渡部愛加里（1）、伊藤優繪瑠（2）
- Team KIV：馬場彩華（1）
- Team TII：松田祐實（1）、石安伊（2）